# The Unit: Idol Rebooting Project
Idol Rebooting Project: The Unit (hangul: 아이돌 리부팅 프로젝트 더 유닛) é um reality show sul-coreano da KBS2. O programa foi criado para dar uma segunda chance para artistas de K-pop que não foram bem-sucedidos, formando dois grupos, um masculino e outro feminino, compostos pelos vencedores do programa. Ao final do programa, foram anunciados os 18 vencedores, que formaram os grupos Unit B, masculino, e Unit G, feminino. Os vencedores masculinos são: Jun do U-KISS, Euijin do BIGFLO, Go Hojung do HOTSHOT, Feeldog do BigStar, Marco do Hot Blood Youth (H.B.Y), Ji Han-sol do Newkidd, Daewon ex-membro do MADTOWN, Kijoong do IM66 e Chan do A.C.E; as vencedoras femininas são: Euijin do SONAMOO, Yebin do DIA, NC.A, Yoonjo ex-membro do HELLOVENUS, Lee Hyunjoo ex-membro do April, Yang Ji-won ex-membro do SPICA, Woohee do Dal★Shabet, ZN do Laboum e Lee Suji ex-membro do The Ark e membro do Real Girls Project (R.G.P).

## Visão geral
A KBS anunciou em julho de 2017 o início da produção de um reality show sob o título de The Final 99 Match. Em 2 de agosto, o primeiro teaser do show foi lançado sob o novo título The Unit, estilizado como The Uni+, que significa "You and I Plus". O show também lançou seu site oficial no mesmo dia com os formulários de inscrição disponíveis para qualquer ídolo interessado em se juntar para preencher e enviar, bem como um quadro de avisos onde as recomendações de ídolos de qualquer pessoa podem ser enviadas.

### Avaliações de inicialização
Durante as avaliações de inicialização (Booting), o público vota enquanto os concorrentes se apresentam. Os competidores recebem 1 Boot quando 15% da audiência vota para eles. Quando 90% dos membros da audiência votam para os concorrentes, que é conhecido como "Super Boot", todo o grupo poderá participar do show. Se os concorrentes não receberem um "Super Boot", os mentores determinarão se devem passar ou não cada artista. Os concorrentes que recebem pelo menos 1 booot de qualquer dos mentores poderão participar do show. As Avaliações de Inicialização foram realizadas no Kintex Hall 9 em Ilsan entre 29 de setembro e 1 de outubro de 2017.

### Música tema
Foi relatado que os 126 concorrentes que foram aprovados nas audições começaram a filmar um vídeo musical de 7 à 9 de outubro como parte de uma missão. O grupo do centro é consistido em nove homens e nove mulheres, e o competidor mais destacado é o "centro do centro". Em 13 de outubro, 'The Unit' divulgou o vídeo musical para o primeiro desafio dos concorrentes "My Turn", também exibido naquele dia no Music Bank da KBS, apresentando o Euijin do Sonamoo e Kijoong do IM como o centro da meninas e meninos, respectivamente.

### Votação
"The Unit" abriu a votação às 10 p.m. (KST) em 11 de novembro de 2017, e os servidores falharam aproximadamente 15 minutos depois quando as pessoas correram para fazer seus votos. A votação para o show é feita exclusivamente através do site da TMON, com cada ID TMON capaz de votar uma vez. Qualquer pessoa que torça para os 126 concorrentes pode participar. Cada pessoa escolherá nove participantes do sexo masculino para formar sua própria "Unit" e nove participantes do sexo feminino para formar outra "Unit". Dentro de suas nove primeiras escolhas, os eleitores escolherão seu concorrente favorito, que receberá dois votos enquanto os restantes oito receberão um voto. Isso significará que cada eleitor poderá ajudar um total de 18 concorrentes, para alcançar seus sonhos.

## Mentores
- Rain (MC)
- Lee Tae-min (Performance)
- HyunA (Performance)
- Jo Hyun-ah (Vocais)
- Hwang Chi-yeul (Vocais)
- San E (Rap)

## Avaliações porboots

### Episódio 1 (28 de outubro)
| Ordem | Artista     | Grupo de estreia | Canção                                                         | Boots de audiência | Boots dos mentores | Boots dos mentores | Boots dos mentores | Boots dos mentores | Boots dos mentores | Boots dos mentores |
| Ordem | Artista     | Grupo de estreia | Canção                                                         | Boots de audiência | Chi-yeul           | HyunA              | Rain               | Taemin             | Hyun-ah            | San E              |
| ----- | ----------- | ---------------- | -------------------------------------------------------------- | ------------------ | ------------------ | ------------------ | ------------------ | ------------------ | ------------------ | ------------------ |
| 1     | Heejin      | Good Day         | "다시 만난 세계 (Into the New World)" por Girls' Generation    | 4                  | ✔                  | ✔                  | —                  | ✔                  | ✔                  | —                  |
| 1     | Jiwon       | Good Day         | "다시 만난 세계 (Into the New World)" por Girls' Generation    | 4                  | ✔                  | —                  | ✔                  | ✔                  | ✔                  | ✔                  |
| 1     | Chaesol     | Good Day         | "다시 만난 세계 (Into the New World)" por Girls' Generation    | 4                  | —                  | —                  | ✔                  | —                  | —                  | —                  |
| 1     | Viva        | Good Day         | "다시 만난 세계 (Into the New World)" por Girls' Generation    | 4                  | Recebeu 3 boots    | Recebeu 3 boots    | Recebeu 3 boots    | Recebeu 3 boots    | Recebeu 3 boots    | Recebeu 3 boots    |
| 1     | Genie       | Good Day         | "다시 만난 세계 (Into the New World)" por Girls' Generation    | 4                  | Recebeu 2 boots    | Recebeu 2 boots    | Recebeu 2 boots    | Recebeu 2 boots    | Recebeu 2 boots    | Recebeu 2 boots    |
| 1     | Lucky       | Good Day         | "다시 만난 세계 (Into the New World)" por Girls' Generation    | 4                  | —                  | —                  | —                  | —                  | —                  | —                  |
| 2     | Chan        | A.C.E            | "Don't Wanna Know" por Maroon 5                                | 3                  | ✔                  | —                  | ✔                  | —                  | ✔                  | ✔                  |
| 2     | Jun         | A.C.E            | "Don't Wanna Know" por Maroon 5                                | 3                  | ✔                  | —                  | ✔                  | —                  | ✔                  | ✔                  |
| 3     | Lee Hyunjoo | April            | "Pretty Girl" por KARA                                         | 5                  | ✔                  | ✔                  | ✔                  | ✔                  | ✔                  | ✔                  |
| 4     | Jun         | U-KISS           | "땡땡땡 (Dang Dang Dang)" por Supreme Team                     | Super boot         | Nenhuma avaliação  | Nenhuma avaliação  | Nenhuma avaliação  | Nenhuma avaliação  | Nenhuma avaliação  | Nenhuma avaliação  |
| 5     | Yujeong     | Brave Girls      | "Irony" por Wonder Girls                                       | 3                  | Recebeu 5 boots    | Recebeu 5 boots    | Recebeu 5 boots    | Recebeu 5 boots    | Recebeu 5 boots    | Recebeu 5 boots    |
| 5     | Eunji       | Brave Girls      | "Irony" por Wonder Girls                                       | 3                  | Recebeu 1 boot     | Recebeu 1 boot     | Recebeu 1 boot     | Recebeu 1 boot     | Recebeu 1 boot     | Recebeu 1 boot     |
| 5     | Yuna        | Brave Girls      | "Irony" por Wonder Girls                                       | 3                  | —                  | —                  | —                  | —                  | —                  | —                  |
| 6     | Hyeyeon     | Bestie           | "Only Wanna Give It to You" por Elle Varner (part. J. Cole)    | 3                  | —                  | —                  | ✔                  | —                  | —                  | —                  |
| 7     | ZN          | Laboum           | "Come on Over Baby (All I Want Is You)" por Christina Aguilera | 3                  | Recebeu 3 boots    | Recebeu 3 boots    | Recebeu 3 boots    | Recebeu 3 boots    | Recebeu 3 boots    | Recebeu 3 boots    |
| 7     | Yujeong     | Laboum           | "Come on Over Baby (All I Want Is You)" por Christina Aguilera | 3                  | Recebeu 4 boots    | Recebeu 4 boots    | Recebeu 4 boots    | Recebeu 4 boots    | Recebeu 4 boots    | Recebeu 4 boots    |
| 7     | Haein       | Laboum           | "Come on Over Baby (All I Want Is You)" por Christina Aguilera | 3                  | Recebeu 5 boots    | Recebeu 5 boots    | Recebeu 5 boots    | Recebeu 5 boots    | Recebeu 5 boots    | Recebeu 5 boots    |
| 8     | Woohee      | Dal Shabet       | "Lady Marmalade" por Labelle                                   | 4                  | ✔                  | ✔                  | ✔                  | ✔                  | ✔                  | ✔                  |
| 8     | Serri       | Dal Shabet       | "Lady Marmalade" por Labelle                                   | 4                  | ✔                  | ✔                  | ✔                  | ✔                  | ✔                  | ✔                  |
| 9     | Han Areum   | T-ARA            | "낮과 밤 (Day and Night)" por T-ARA                            | 3                  | ✔                  | ✔                  | —                  | —                  | —                  | —                  |
| 10    | Junhyeok    | Day6             | "너의 집 앞에서 (In Front of Your House)" por Kim Bum-soo      | 4                  | ✔                  | —                  | ✔                  | ✔                  | ✔                  | —                  |
| 11    | Siyoon      | Paran, U-KISS    | Rap auto-composto                                              | Desconhecido       | —                  | —                  | —                  | —                  | —                  | —                  |
| 12    | Jude        | Big Star         | "꽃길 (Flower Road)" por Kim Se-jeong                          | 4                  | —                  | ✔                  | ✔                  | —                  | —                  | ✔                  |
| 12    | Feeldog     | Big Star         | "꽃길 (Flower Road)" por Kim Se-jeong                          | 4                  | ✔                  | ✔                  | ✔                  | ✔                  | ✔                  | ✔                  |
| 12    | Sunghak     | Big Star         | "꽃길 (Flower Road)" por Kim Se-jeong                          | 4                  | —                  | ✔                  | ✔                  | ✔                  | —                  | —                  |
| 12    | Raehwan     | Big Star         | "꽃길 (Flower Road)" por Kim Se-jeong                          | 4                  | —                  | ✔                  | —                  | —                  | ✔                  | —                  |
| 13    | Lee Jungha  | Trainee          | "이게 무슨 일이야 (What's Happening?)" por B1A4                | 2                  | —                  | ✔                  | ✔                  | —                  | ✔                  | ✔                  |
| 14    | Lee Joohyun | Trainee          | "Valenti" por BoA                                              | 4                  | ✔                  | ✔                  | ✔                  | ✔                  | ✔                  | ✔                  |
| 15    | Jiwon       | Spica            | "Tonight" por Spica                                            | Super boot         | Nenhuma avaliação  | Nenhuma avaliação  | Nenhuma avaliação  | Nenhuma avaliação  | Nenhuma avaliação  | Nenhuma avaliação  |

### Episódio 2 (4 de novembro)
| Ordem | Artista      | Grupo de estreia | Canção                                                    | Boots de audiência | Boots dos mentores | Boots dos mentores | Boots dos mentores | Boots dos mentores | Boots dos mentores | Boots dos mentores |
| Ordem | Artista      | Grupo de estreia | Canção                                                    | Boots de audiência | Chi-yeul           | HyunA              | Rain               | Taemin             | Hyun-ah            | San E              |
| ----- | ------------ | ---------------- | --------------------------------------------------------- | ------------------ | ------------------ | ------------------ | ------------------ | ------------------ | ------------------ | ------------------ |
| 1     | Daewon       | Madtown          | "Who You?" por G-Dragon                                   | 3                  | ✔                  | —                  | —                  | —                  | —                  | —                  |
| 1     | Lee Geon     | Madtown          | "Who You?" por G-Dragon                                   | 3                  | ✔                  | ✔                  | ✔                  | ✔                  | ✔                  | ✔                  |
| 2     | Somyi        | DIA              | "Happiness" por Red Velvet                                | 4                  | Recebeu 3 boots    | Recebeu 3 boots    | Recebeu 3 boots    | Recebeu 3 boots    | Recebeu 3 boots    | Recebeu 3 boots    |
| 2     | Yebin        | DIA              | "Happiness" por Red Velvet                                | 4                  | Recebeu 3 boots    | Recebeu 3 boots    | Recebeu 3 boots    | Recebeu 3 boots    | Recebeu 3 boots    | Recebeu 3 boots    |
| 3     | Euijin       | Sonamoo          | "Bubble Pop" por HyunA                                    | 4                  | ✔                  | ✔                  | ✔                  | ✔                  | —                  | —                  |
| 4     | Donghyun     | Boyfriend        | "Pop" por 'N Sync                                         | 4                  | ✔                  | ✔                  | ✔                  | ✔                  | ✔                  | ✔                  |
| 4     | Kwangmin     | Boyfriend        | "Pop" por 'N Sync                                         | 4                  | —                  | —                  | —                  | —                  | —                  | —                  |
| 4     | Minwoo       | Boyfriend        | "Pop" por 'N Sync                                         | 4                  | —                  | —                  | —                  | —                  | —                  | —                  |
| 4     | Jeongmin     | Boyfriend        | "Pop" por 'N Sync                                         | 4                  | —                  | —                  | —                  | —                  | —                  | —                  |
| 5     | Rockhyun     | 100%             | "O"-Jung.Ban.Hap." por TVXQ!                              | 4                  | ✔                  | ✔                  | ✔                  | ✔                  | ✔                  | ✔                  |
| 5     | Minwoo       | 100%             | "O"-Jung.Ban.Hap." por TVXQ!                              | 4                  | —                  | —                  | —                  | —                  | —                  | —                  |
| 5     | Junghwan     | 100%             | "O"-Jung.Ban.Hap." por TVXQ!                              | 4                  | —                  | —                  | —                  | —                  | —                  | —                  |
| 5     | Chanyong     | 100%             | "O"-Jung.Ban.Hap." por TVXQ!                              | 4                  | —                  | —                  | —                  | —                  | —                  | —                  |
| 5     | Hyukjin      | 100%             | "O"-Jung.Ban.Hap." por TVXQ!                              | 4                  | —                  | —                  | —                  | —                  | —                  | —                  |
| 6     | Yeoeun       | Melody Day       | "Twinkle" por Girls' Generation-TTS                       | Super boot         | Nenhuma avaliação  | Nenhuma avaliação  | Nenhuma avaliação  | Nenhuma avaliação  | Nenhuma avaliação  | Nenhuma avaliação  |
| 6     | Chahee       | Melody Day       | "Twinkle" por Girls' Generation-TTS                       | Super boot         | Nenhuma avaliação  | Nenhuma avaliação  | Nenhuma avaliação  | Nenhuma avaliação  | Nenhuma avaliação  | Nenhuma avaliação  |
| 6     | Yoomin       | Melody Day       | "Twinkle" por Girls' Generation-TTS                       | Super boot         | Nenhuma avaliação  | Nenhuma avaliação  | Nenhuma avaliação  | Nenhuma avaliação  | Nenhuma avaliação  | Nenhuma avaliação  |
| 7     | Zett         | AFOS             | Desconhecido                                              | —                  | —                  | —                  | —                  | —                  | —                  | —                  |
| 7     | Trigga       | AFOS             | Desconhecido                                              | —                  | —                  | —                  | —                  | —                  | —                  | —                  |
| 8     | Lee Min Woo  | C-Clown          | Desconhecido                                              | —                  | —                  | —                  | —                  | —                  | —                  | —                  |
| 9     | Kim Hyun Jae | BLACK6IX         | Desconhecido                                              | 1                  | —                  | —                  | —                  | —                  | —                  | —                  |
| 10    | Jin          | MVP              | "Hard Carry" por GOT7                                     | 3                  | Recebeu 1 boot     | Recebeu 1 boot     | Recebeu 1 boot     | Recebeu 1 boot     | Recebeu 1 boot     | Recebeu 1 boot     |
| 10    | Rayoon       | MVP              | "Hard Carry" por GOT7                                     | 3                  | Recebeu 5 boots    | Recebeu 5 boots    | Recebeu 5 boots    | Recebeu 5 boots    | Recebeu 5 boots    | Recebeu 5 boots    |
| 10    | P.K          | MVP              | "Hard Carry" por GOT7                                     | 3                  | Recebeu 5 boots    | Recebeu 5 boots    | Recebeu 5 boots    | Recebeu 5 boots    | Recebeu 5 boots    | Recebeu 5 boots    |
| 10    | Gi Taek      | MVP              | "Hard Carry" por GOT7                                     | 3                  | —                  | —                  | —                  | —                  | —                  | —                  |
| 10    | Kang Han     | MVP              | "Hard Carry" por GOT7                                     | 3                  | —                  | —                  | —                  | —                  | —                  | —                  |
| 10    | Been         | MVP              | "Hard Carry" por GOT7                                     | 3                  | —                  | —                  | —                  | —                  | —                  | —                  |
| 10    | Sion         | MVP              | "Hard Carry" por GOT7                                     | 3                  | —                  | —                  | —                  | —                  | —                  | —                  |
| 11    | Joo          | Solista          | "보고 싶은 얼굴 (The Face That I Miss)" por Min Hae-kyung | 4                  | ✔                  | ✔                  | ✔                  | ✔                  | ✔                  | ✔                  |
| 12    | Kanto        | Troy             | "Boogie On & On" por Beenzino                             | 5                  | ✔                  | ✔                  | ✔                  | ✔                  | ✔                  | ✔                  |
| 12    | Minhee       | Miss $           | "Boogie On & On" por Beenzino                             | 5                  | Recebeu 4 boots    | Recebeu 4 boots    | Recebeu 4 boots    | Recebeu 4 boots    | Recebeu 4 boots    | Recebeu 4 boots    |
| 13    | Ryu Philip   | SoReal           | "내 여자라니까 (Because You're My Girl)" por Lee Seung-gi | Desconhecido       | —                  | —                  | —                  | —                  | —                  | —                  |
| 14    | Seol Hayoon  | Solista          | "Heart Attack" por AOA                                    | 1                  | ✔                  | ✔                  | ✔                  | ✔                  | ✔                  | ✔                  |
| 15    | Giseok       | IM               | "아주 Nice (Very Nice)" por Seventeen                     | Super boot         | Nenhuma avaliação  | Nenhuma avaliação  | Nenhuma avaliação  | Nenhuma avaliação  | Nenhuma avaliação  | Nenhuma avaliação  |
| 15    | Taeeun       | IM               | "아주 Nice (Very Nice)" por Seventeen                     | Super boot         | Nenhuma avaliação  | Nenhuma avaliação  | Nenhuma avaliação  | Nenhuma avaliação  | Nenhuma avaliação  | Nenhuma avaliação  |
| 15    | Hangyul      | IM               | "아주 Nice (Very Nice)" por Seventeen                     | Super boot         | Nenhuma avaliação  | Nenhuma avaliação  | Nenhuma avaliação  | Nenhuma avaliação  | Nenhuma avaliação  | Nenhuma avaliação  |
| 15    | Kijung       | IM               | "아주 Nice (Very Nice)" por Seventeen                     | Super boot         | Nenhuma avaliação  | Nenhuma avaliação  | Nenhuma avaliação  | Nenhuma avaliação  | Nenhuma avaliação  | Nenhuma avaliação  |
| 16    | Janey        | GP Basic         | "Change" por HyunA (part. Dok2)                           | 3                  | —                  | ✔                  | ✔                  | ✔                  | ✔                  | ✔                  |
| 17    | Shin Ji-hoon | Solista          | "오르막길 (Uphill Road)" por Yoon Jong-shin               | 4                  | —                  | ✔                  | —                  | ✔                  | ✔                  | ✔                  |
| 18    | Euna Kim     | The Ark          | "블루문 (Blue Moon)" por Hyolyn e Changmo                 | 5                  | ✔                  | ✔                  | —                  | ✔                  | ✔                  | ✔                  |
| 19    | Lee Suji     | The Ark          | "Flight From Paris" por Bobby Newberry                    | 4                  | ✔                  | ✔                  | —                  | ✔                  | ✔                  | ✔                  |
| 20    | Marco        | Hot Blood Youth  | "닐리리 맘보 (Nillili Mambo)" por Block B                 | 5                  | ✔                  | ✔                  | ✔                  | ✔                  | ✔                  | ✔                  |
| 20    | KyuHyuck     | Hot Blood Youth  | "닐리리 맘보 (Nillili Mambo)" por Block B                 | 5                  | —                  | —                  | —                  | —                  | —                  | —                  |
| 20    | Taro         | Hot Blood Youth  | "닐리리 맘보 (Nillili Mambo)" por Block B                 | 5                  | —                  | —                  | —                  | —                  | —                  | —                  |
| 20    | Bin          | Hot Blood Youth  | "닐리리 맘보 (Nillili Mambo)" por Block B                 | 5                  | —                  | —                  | —                  | —                  | —                  | —                  |
| 20    | Jisan        | Hot Blood Youth  | "닐리리 맘보 (Nillili Mambo)" por Block B                 | 5                  | —                  | —                  | —                  | —                  | —                  | —                  |
| 21    | Sungjun      | Boys Republic    | "중독 (Overdose)" por EXO                                 | 5                  | Recebeu 2 boots    | Recebeu 2 boots    | Recebeu 2 boots    | Recebeu 2 boots    | Recebeu 2 boots    | Recebeu 2 boots    |
| 21    | Minsu        | Boys Republic    | "중독 (Overdose)" por EXO                                 | 5                  | —                  | —                  | —                  | —                  | —                  | —                  |
| 21    | Sunwoo       | Boys Republic    | "중독 (Overdose)" por EXO                                 | 5                  | —                  | —                  | —                  | —                  | —                  | —                  |
| 21    | One Junn     | Boys Republic    | "중독 (Overdose)" por EXO                                 | 5                  | Recebeu 2 boots    | Recebeu 2 boots    | Recebeu 2 boots    | Recebeu 2 boots    | Recebeu 2 boots    | Recebeu 2 boots    |
| 21    | Suwoong      | Boys Republic    | "중독 (Overdose)" por EXO                                 | 5                  | Recebeu 2 boots    | Recebeu 2 boots    | Recebeu 2 boots    | Recebeu 2 boots    | Recebeu 2 boots    | Recebeu 2 boots    |
| 22    | Kim Timoteo  | Hotshot          | "Ko Ko Bop" por EXO                                       | Super boot         | Nenhuma avaliação  | Nenhuma avaliação  | Nenhuma avaliação  | Nenhuma avaliação  | Nenhuma avaliação  | Nenhuma avaliação  |
| 22    | Ko Hojung    | Hotshot          | "Ko Ko Bop" por EXO                                       | Super boot         | Nenhuma avaliação  | Nenhuma avaliação  | Nenhuma avaliação  | Nenhuma avaliação  | Nenhuma avaliação  | Nenhuma avaliação  |

### Episódio 3 (11 de novembro)
| Ordem | Artista    | Grupo de estreia   | Canção                                             | Boots de audiência | Boots dos mentores | Boots dos mentores | Boots dos mentores | Boots dos mentores | Boots dos mentores | Boots dos mentores |
| Ordem | Artista    | Grupo de estreia   | Canção                                             | Boots de audiência | Chi-yeul           | HyunA              | Rain               | Taemin             | Hyun-ah            | San E              |
| ----- | ---------- | ------------------ | -------------------------------------------------- | ------------------ | ------------------ | ------------------ | ------------------ | ------------------ | ------------------ | ------------------ |
| 1     | Saebyeol   | Matilda            | "Show Me How You Burlesque" por Christina Aguilera | 5                  | —                  | —                  | —                  | ✔                  | —                  | ✔                  |
| 1     | Dan-A      | Matilda            | "Show Me How You Burlesque" por Christina Aguilera | 5                  | —                  | —                  | ✔                  | ✔                  | ✔                  | ✔                  |
| 1     | Semmi      | Matilda            | "Show Me How You Burlesque" por Christina Aguilera | 5                  | ✔                  | ✔                  | ✔                  | —                  | —                  | ✔                  |
| 1     | Haena      | Matilda            | "Show Me How You Burlesque" por Christina Aguilera | 5                  | ✔                  | —                  | —                  | ✔                  | ✔                  | —                  |
| 2     | Euijin     | BIGFLO             | "Apology" por iKON                                 | 3                  | Recebeu 5 boots    | Recebeu 5 boots    | Recebeu 5 boots    | Recebeu 5 boots    | Recebeu 5 boots    | Recebeu 5 boots    |
| 2     | Lex        | BIGFLO             | "Apology" por iKON                                 | 3                  | —                  | —                  | —                  | —                  | —                  | —                  |
| 2     | Ron        | BIGFLO             | "Apology" por iKON                                 | 3                  | —                  | —                  | —                  | —                  | —                  | —                  |
| 2     | Sungmin    | BIGFLO             | "Apology" por iKON                                 | 3                  | —                  | —                  | —                  | —                  | —                  | —                  |
| 2     | HighTop    | BIGFLO             | "Apology" por iKON                                 | 3                  | —                  | —                  | —                  | —                  | —                  | —                  |
| 3     | Seungjin   | A-JAX              | "붐붐 (Boom Boom)" por Seventeen                   | Super boot         | Nenhuma avaliação  | Nenhuma avaliação  | Nenhuma avaliação  | Nenhuma avaliação  | Nenhuma avaliação  | Nenhuma avaliação  |
| 3     | Joonghee   | A-JAX              | "붐붐 (Boom Boom)" por Seventeen                   | Super boot         | Nenhuma avaliação  | Nenhuma avaliação  | Nenhuma avaliação  | Nenhuma avaliação  | Nenhuma avaliação  | Nenhuma avaliação  |
| 4     | Jungsang   | A.cian             | "B-Day" por iKON                                   | 3                  | Recebeu 4 boots    | Recebeu 4 boots    | Recebeu 4 boots    | Recebeu 4 boots    | Recebeu 4 boots    | Recebeu 4 boots    |
| 4     | Jin.O      | A.cian             | "B-Day" por iKON                                   | 3                  | —                  | —                  | —                  | —                  | —                  | —                  |
| 5     | Gunwoo     | Myname             | "숨 (Breath)" por Highlight                        | 4                  | Recebeu 3 boots    | Recebeu 3 boots    | Recebeu 3 boots    | Recebeu 3 boots    | Recebeu 3 boots    | Recebeu 3 boots    |
| 5     | Chaejin    | Myname             | "숨 (Breath)" por Highlight                        | 4                  | Recebeu 4 boots    | Recebeu 4 boots    | Recebeu 4 boots    | Recebeu 4 boots    | Recebeu 4 boots    | Recebeu 4 boots    |
| 5     | Jun-Q      | Myname             | "숨 (Breath)" por Highlight                        | 4                  | Recebeu 4 boots    | Recebeu 4 boots    | Recebeu 4 boots    | Recebeu 4 boots    | Recebeu 4 boots    | Recebeu 4 boots    |
| 5     | Seyong     | Myname             | "숨 (Breath)" por Highlight                        | 4                  | Recebeu 5 boots    | Recebeu 5 boots    | Recebeu 5 boots    | Recebeu 5 boots    | Recebeu 5 boots    | Recebeu 5 boots    |
| 6     | Gunmin     | B.I.G              | "Yeah!" por Usher                                  | 4                  | —                  | —                  | —                  | —                  | —                  | —                  |
| 6     | Heedo      | B.I.G              | "Yeah!" por Usher                                  | 4                  | Recebeu 3 boots    | Recebeu 3 boots    | Recebeu 3 boots    | Recebeu 3 boots    | Recebeu 3 boots    | Recebeu 3 boots    |
| 7     | Sangil     | Snuper             | "Just Right" por GOT7                              | 5                  | Recebeu 2 boots    | Recebeu 2 boots    | Recebeu 2 boots    | Recebeu 2 boots    | Recebeu 2 boots    | Recebeu 2 boots    |
| 7     | Woosung    | Snuper             | "Just Right" por GOT7                              | 5                  | —                  | —                  | —                  | —                  | —                  | —                  |
| 7     | Sebin      | Snuper             | "Just Right" por GOT7                              | 5                  | Recebeu 1 boot     | Recebeu 1 boot     | Recebeu 1 boot     | Recebeu 1 boot     | Recebeu 1 boot     | Recebeu 1 boot     |
| 7     | Suhyun     | Snuper             | "Just Right" por GOT7                              | 5                  | Recebeu 2 boots    | Recebeu 2 boots    | Recebeu 2 boots    | Recebeu 2 boots    | Recebeu 2 boots    | Recebeu 2 boots    |
| 8     | Taeho      | Imfact             | "넌 is 뭔들 (You're the best)" por Mamamoo         | Desconhecido       | Recebeu 2 boots    | Recebeu 2 boots    | Recebeu 2 boots    | Recebeu 2 boots    | Recebeu 2 boots    | Recebeu 2 boots    |
| 8     | Ungjae     | Imfact             | "넌 is 뭔들 (You're the best)" por Mamamoo         | Desconhecido       | Recebeu 4 boots    | Recebeu 4 boots    | Recebeu 4 boots    | Recebeu 4 boots    | Recebeu 4 boots    | Recebeu 4 boots    |
| 8     | Jian       | Imfact             | "넌 is 뭔들 (You're the best)" por Mamamoo         | Desconhecido       | Recebeu 2 boots    | Recebeu 2 boots    | Recebeu 2 boots    | Recebeu 2 boots    | Recebeu 2 boots    | Recebeu 2 boots    |
| 8     | Jeup       | Imfact             | "넌 is 뭔들 (You're the best)" por Mamamoo         | Desconhecido       | Recebeu 1 boot     | Recebeu 1 boot     | Recebeu 1 boot     | Recebeu 1 boot     | Recebeu 1 boot     | Recebeu 1 boot     |
| 9     | Yonghoon   | MAS                | "Kissing Strangers" por DNCE (part. Nicki Minaj)   | 4                  | Recebeu 2 boots    | Recebeu 2 boots    | Recebeu 2 boots    | Recebeu 2 boots    | Recebeu 2 boots    | Recebeu 2 boots    |
| 9     | Harin      | MAS                | "Kissing Strangers" por DNCE (part. Nicki Minaj)   | 4                  | Recebeu 2 boots    | Recebeu 2 boots    | Recebeu 2 boots    | Recebeu 2 boots    | Recebeu 2 boots    | Recebeu 2 boots    |
| 9     | Kanghyun   | MAS                | "Kissing Strangers" por DNCE (part. Nicki Minaj)   | 4                  | Recebeu 2 boots    | Recebeu 2 boots    | Recebeu 2 boots    | Recebeu 2 boots    | Recebeu 2 boots    | Recebeu 2 boots    |
| 9     | Dongmyeong | MAS                | "Kissing Strangers" por DNCE (part. Nicki Minaj)   | 4                  | Recebeu 2 boots    | Recebeu 2 boots    | Recebeu 2 boots    | Recebeu 2 boots    | Recebeu 2 boots    | Recebeu 2 boots    |
| 9     | Cya        | MAS                | "Kissing Strangers" por DNCE (part. Nicki Minaj)   | 4                  | Recebeu 2 boots    | Recebeu 2 boots    | Recebeu 2 boots    | Recebeu 2 boots    | Recebeu 2 boots    | Recebeu 2 boots    |
| 10    | Park Jiwon | Park Sisters       | "Chandelier" por Sia                               | Desconhecido       | ✔                  | ✔                  | ✔                  | ✔                  | ✔                  | ✔                  |
| 11    | Lee Bolim  | Atriz              | "Sweet Dreams" por Beyoncé                         | Desconhecido       | Recebeu 4 boots    | Recebeu 4 boots    | Recebeu 4 boots    | Recebeu 4 boots    | Recebeu 4 boots    | Recebeu 4 boots    |
| 12    | Mint       | Tiny-G             | "Already Go Lady" por Mint                         | 2                  | Recebeu 4 boots    | Recebeu 4 boots    | Recebeu 4 boots    | Recebeu 4 boots    | Recebeu 4 boots    | Recebeu 4 boots    |
| 13    | Kwon Haseo | Real Girls Project | "비도 오고 그래서 (You, Clouds, Rain)" por Heize   | Desconhecido       | Recebeu 4 boots    | Recebeu 4 boots    | Recebeu 4 boots    | Recebeu 4 boots    | Recebeu 4 boots    | Recebeu 4 boots    |
| 14    | Yena       | G-reyish           | "So Hot" por Wonder Girls                          | Unknown            | ✔                  | ✔                  | ✔                  | ✔                  | ✔                  | ✔                  |
| 15    | Kim        | Rubber Soul        | "몸매 (Mommae)" por Jay Park (part. Ugly Duck)     | 3                  | ✔                  | ✔                  | ✔                  | ✔                  | ✔                  | ✔                  |
| 16    | Hyosun     | H.U.B              | "CRZY" por Kehlani                                 | 3                  | —                  | —                  | —                  | ✔                  | ✔                  | ✔                  |
| 17    | NC.A       | Solista            | "꺼내본다 (Watch Memories)" por Kim Na-young       | Super boot         | Nenhuma avaliação  | Nenhuma avaliação  | Nenhuma avaliação  | Nenhuma avaliação  | Nenhuma avaliação  | Nenhuma avaliação  |
| 18    | Ji Han-sol | Trainee            | "Goodbye" por Lee Tae-min                          | Super boot         | Nenhuma avaliação  | Nenhuma avaliação  | Nenhuma avaliação  | Nenhuma avaliação  | Nenhuma avaliação  | Nenhuma avaliação  |

### Performances não transmitidas
| Ordem | Artista     | Grupo de estreia | Canção                                                    | Boots de audiência | Boots dos mentores | Boots dos mentores | Boots dos mentores | Boots dos mentores | Boots dos mentores | Boots dos mentores |
| Ordem | Artista     | Grupo de estreia | Canção                                                    | Boots de audiência | Chi-yeul           | HyunA              | Rain               | Taemin             | Hyun-ah            | San E              |
| ----- | ----------- | ---------------- | --------------------------------------------------------- | ------------------ | ------------------ | ------------------ | ------------------ | ------------------ | ------------------ | ------------------ |
| 1     | Jungha      | Beatwin          | "A Real Lady" por Swings (part. Beenzino, Gray e Zion.T)  | 3                  | Recebeu 1 boot     | Recebeu 1 boot     | Recebeu 1 boot     | Recebeu 1 boot     | Recebeu 1 boot     | Recebeu 1 boot     |
| 2     | Bomi        | ACEMAX-RED       | "피 땀 눈물 (Blood Sweat & Tears)" por BTS                | 3                  | ✔                  | ✔                  | ✔                  | ✔                  | ✔                  | ✔                  |
| 2     | Lena        | ACEMAX-RED       | "피 땀 눈물 (Blood Sweat & Tears)" por BTS                | 3                  | Recebeu 1 boot     | Recebeu 1 boot     | Recebeu 1 boot     | Recebeu 1 boot     | Recebeu 1 boot     | Recebeu 1 boot     |
| 2     | Kaga        | ACEMAX-RED       | "피 땀 눈물 (Blood Sweat & Tears)" por BTS                | 3                  | —                  | —                  | —                  | —                  | —                  | —                  |
| 2     | Angela      | ACEMAX-RED       | "피 땀 눈물 (Blood Sweat & Tears)" por BTS                | 3                  | —                  | —                  | —                  | —                  | —                  | —                  |
| 2     | Jennifer    | ACEMAX-RED       | "피 땀 눈물 (Blood Sweat & Tears)" por BTS                | 3                  | —                  | —                  | —                  | —                  | —                  | —                  |
| 3     | Casper      | Cross Gene       | "All of Me" por John Legend                               | 4                  | ✔                  | ✔                  | ✔                  | ✔                  | ✔                  | ✔                  |
| 4     | Kyeongha    | Top Secret       | "Let's Get It Started" por Black Eyed Peas                | 4                  | Recebeu 5 boots    | Recebeu 5 boots    | Recebeu 5 boots    | Recebeu 5 boots    | Recebeu 5 boots    | Recebeu 5 boots    |
| 4     | Junghoon    | Top Secret       | "Let's Get It Started" por Black Eyed Peas                | 4                  | Recebeu 3 boots    | Recebeu 3 boots    | Recebeu 3 boots    | Recebeu 3 boots    | Recebeu 3 boots    | Recebeu 3 boots    |
| 4     | Ain         | Top Secret       | "Let's Get It Started" por Black Eyed Peas                | 4                  | —                  | —                  | —                  | —                  | —                  | —                  |
| 4     | Yohan       | Top Secret       | "Let's Get It Started" por Black Eyed Peas                | 4                  | —                  | —                  | —                  | —                  | —                  | —                  |
| 4     | Yonghyeon   | Top Secret       | "Let's Get It Started" por Black Eyed Peas                | 4                  | —                  | —                  | —                  | —                  | —                  | —                  |
| 4     | K           | Top Secret       | "Let's Get It Started" por Black Eyed Peas                | 4                  | —                  | —                  | —                  | —                  | —                  | —                  |
| 5     | B-Joo       | Topp Dogg        | "Everybody" por SHINee                                    | 5                  | Recebeu 3 boots    | Recebeu 3 boots    | Recebeu 3 boots    | Recebeu 3 boots    | Recebeu 3 boots    | Recebeu 3 boots    |
| 5     | Hojoon      | Topp Dogg        | "Everybody" por SHINee                                    | 5                  | Recebeu 1 boot     | Recebeu 1 boot     | Recebeu 1 boot     | Recebeu 1 boot     | Recebeu 1 boot     | Recebeu 1 boot     |
| 5     | Sangdo      | Topp Dogg        | "Everybody" por SHINee                                    | 5                  | —                  | —                  | —                  | —                  | —                  | —                  |
| 5     | Yano        | Topp Dogg        | "Everybody" por SHINee                                    | 5                  | —                  | —                  | —                  | —                  | —                  | —                  |
| 5     | Xero        | Topp Dogg        | "Everybody" por SHINee                                    | 5                  | —                  | —                  | —                  | —                  | —                  | —                  |
| 6     | Sejun       | Speed            | "품행제로 (Zero For Conduct)" por Bastarz                 | 3                  | Recebeu 2 boots    | Recebeu 2 boots    | Recebeu 2 boots    | Recebeu 2 boots    | Recebeu 2 boots    | Recebeu 2 boots    |
| 6     | Oh Seung-ri | Speed            | "품행제로 (Zero For Conduct)" por Bastarz                 | 3                  | —                  | —                  | —                  | —                  | —                  | —                  |
| 7     | Z-Uk        | BIGFLO           | "Fear"                                                    | 2                  | Recebeu 2 boots    | Recebeu 2 boots    | Recebeu 2 boots    | Recebeu 2 boots    | Recebeu 2 boots    | Recebeu 2 boots    |
| 8     | Seongho     | Beatwin          | "끼부리지마 (Don't Flirt)" por Winner                     | 3                  | Recebeu 1 boot     | Recebeu 1 boot     | Recebeu 1 boot     | Recebeu 1 boot     | Recebeu 1 boot     | Recebeu 1 boot     |
| 9     | Dabin       | BabyBoo          | "멘붕 (MTBD)" por CL                                      | 4                  | ✔                  | ✔                  | ✔                  | ✔                  | ✔                  | ✔                  |
| 10    | Soya        | Soya n Sun       | "Firework" por Katy Perry                                 | 5                  | ✔                  | ✔                  | ✔                  | ✔                  | ✔                  | ✔                  |
| 11    | I           | Solista          | "아틀란티스 소녀 (Atlantis Princess)" por BoA e "Dessert" | 4                  | ✔                  | ✔                  | ✔                  | ✔                  | ✔                  | ✔                  |
| 12    | Chaewon     | S2               | "Push Push" por Sistar                                    | 2                  | ✔                  | ✔                  | ✔                  | ✔                  | ✔                  | ✔                  |
| 12    | Yujeong     | S2               | "Push Push" por Sistar                                    | 2                  | Recebeu 1 boot     | Recebeu 1 boot     | Recebeu 1 boot     | Recebeu 1 boot     | Recebeu 1 boot     | Recebeu 1 boot     |
| 12    | Dohee       | S2               | "Push Push" por Sistar                                    | 2                  | —                  | —                  | —                  | —                  | —                  | —                  |
| 12    | Sua         | S2               | "Push Push" por Sistar                                    | 2                  | —                  | —                  | —                  | —                  | —                  | —                  |
| 12    | Soyul       | S2               | "Push Push" por Sistar                                    | 2                  | —                  | —                  | —                  | —                  | —                  | —                  |
| 12    | Jua         | S2               | "Push Push" por Sistar                                    | 2                  | —                  | —                  | —                  | —                  | —                  | —                  |
| 13    | Nari        | Wa$$up           | "Bitch Better Have My Money" por Rihanna                  | 1                  | ✔                  | ✔                  | ✔                  | ✔                  | ✔                  | ✔                  |
| 13    | Jiae        | Wa$$up           | "Bitch Better Have My Money" por Rihanna                  | 1                  | —                  | —                  | —                  | —                  | —                  | —                  |
| 14    | Anne        | S.I.S            | "유리구슬 (Glass Bead)" por GFriend                       | 3                  | Recebeu 5 boots    | Recebeu 5 boots    | Recebeu 5 boots    | Recebeu 5 boots    | Recebeu 5 boots    | Recebeu 5 boots    |
| 14    | Gaeul       | S.I.S            | "유리구슬 (Glass Bead)" por GFriend                       | 3                  | Recebeu2 boots     | Recebeu2 boots     | Recebeu2 boots     | Recebeu2 boots     | Recebeu2 boots     | Recebeu2 boots     |
| 14    | Dal         | S.I.S            | "유리구슬 (Glass Bead)" por GFriend                       | 3                  | —                  | —                  | —                  | —                  | —                  | —                  |
| 14    | Minzy       | S.I.S            | "유리구슬 (Glass Bead)" por GFriend                       | 3                  | —                  | —                  | —                  | —                  | —                  | —                  |
| 14    | Sebin       | S.I.S            | "유리구슬 (Glass Bead)" por GFriend                       | 3                  | —                  | —                  | —                  | —                  | —                  | —                  |
| 14    | J.Sun       | S.I.S            | "유리구슬 (Glass Bead)" por GFriend                       | 3                  | —                  | —                  | —                  | —                  | —                  | —                  |
| 15    | Yuji        | APPLE.B          | "Dumb Dumb" por Red Velvet                                | 3                  | Recebeu 3 boots    | Recebeu 3 boots    | Recebeu 3 boots    | Recebeu 3 boots    | Recebeu 3 boots    | Recebeu 3 boots    |
| 15    | Sandy       | APPLE.B          | "Dumb Dumb" por Red Velvet                                | 3                  | Recebeu 2 boots    | Recebeu 2 boots    | Recebeu 2 boots    | Recebeu 2 boots    | Recebeu 2 boots    | Recebeu 2 boots    |
| 15    | Haeun       | APPLE.B          | "Dumb Dumb" por Red Velvet                                | 3                  | —                  | —                  | —                  | —                  | —                  | —                  |
| 16    | Yeseul      | Wings            | "Mr. 애매모호 (Mr. Ambiguous)" por Mamamoo                | 4                  | Recebeu 3 boots    | Recebeu 3 boots    | Recebeu 3 boots    | Recebeu 3 boots    | Recebeu 3 boots    | Recebeu 3 boots    |
| 16    | Nayoung     | Wings            | "Mr. 애매모호 (Mr. Ambiguous)" por Mamamoo                | 4                  | —                  | —                  | —                  | —                  | —                  | —                  |
| 17    | Han Seoin   | The SeeYa        | "피어나 (Bloom)" por Gain                                 | 2                  | Recebeu 2 boots    | Recebeu 2 boots    | Recebeu 2 boots    | Recebeu 2 boots    | Recebeu 2 boots    | Recebeu 2 boots    |
| 18    | Hanbi       | LipBubble        | "I Got You" por Bebe Rexha                                | Desconhecido       | Recebeu 2 boots    | Recebeu 2 boots    | Recebeu 2 boots    | Recebeu 2 boots    | Recebeu 2 boots    | Recebeu 2 boots    |
| 18    | Eunbyeol    | LipBubble        | "I Got You" por Bebe Rexha                                | Desconhecido       | —                  | —                  | —                  | —                  | —                  | —                  |
| 19    | Yoon-jo     | Hello Venus      | "우주를 줄게 (Galaxy)" por Bolbbalgan4                    | 3                  | —                  | —                  | —                  | —                  | —                  | —                  |
| 20    | Soon-E      | S.E.T            | "One Night Only" por Jennifer Hudson                      | Desconhecido       | —                  | —                  | —                  | —                  | —                  | —                  |
| 20    | Eun-E       | S.E.T            | "One Night Only" por Jennifer Hudson                      | Desconhecido       | —                  | —                  | —                  | —                  | —                  | —                  |
| 20    | Tae-E       | S.E.T            | "One Night Only" por Jennifer Hudson                      | Desconhecido       | —                  | —                  | —                  | —                  | —                  | —                  |

1. 1 2 3 4  Kim Hwa-young representou San E em algumas das apresentações.

## Top 9

### Primeiro período de votações
| # | Episódio 4            | Episódio 4          | Episódio 5            | Episódio 5          | Episódio 7            | Episódio 7          |
| # | UNI+ B                | UNI+ G              | UNI+ B                | UNI+ G              | UNI+ B                | UNI+ G              |
| - | --------------------- | ------------------- | --------------------- | ------------------- | --------------------- | ------------------- |
| 1 | Kim Timoteo (Hotshot) | Yang Jiwon          | Kim Timoteo (Hotshot) | Yang Jiwon          | Kim Timoteo (Hotshot) | Yang Jiwon          |
| 2 | Donghyun (Boyfriend)  | Yebin (DIA)         | Donghyun (Boyfriend)  | Euijin (Sonamoo)    | Jun (U-KISS)          | Euijin (Sonamoo)    |
| 3 | Feeldog (Bigstar)     | Euna Kim            | Jun (U-KISS)          | Yebin (DIA)         | Donghyun (Boyfriend)  | Yebin (DIA)         |
| 4 | Go Hojung (Hotshot)   | NC.A                | Feeldog (Bigstar)     | Euna Kim            | (Bigstar)             | NC.A                |
| 5 | Ji Han-sol            | Euijin (Sonamoo)    | Go Hojung (Hotshot)   | NC.A                | Go Hojung (Hotshot)   | Euna Kim            |
| 6 | Jun (U-KISS)          | Woohee (Dal Shabet) | Ji Han-sol            | Lee Hyunjoo         | Kijoong (IM)          | Woohee (Dal Shabet) |
| 7 | Kijoong (IM)          | Hyosun (H.U.B)      | Kijoong (IM)          | Woohee (Dal Shabet) | Ji Han-sol            | Lee Hyunjoo         |
| 8 | Dongmyeong (MAS)      | Joo                 | Rockhyun (100%)       | Hyosun (H.U.B)      | Daewon (Madtown)      | Hyosun (H.U.B)      |
| 9 | Kanto (Troy)          | Lee Hyunjoo         | Daewon (Madtown)      | Lee Suji            | Euijin (Bigflo)       | Lee Suji            |

### Segundo período de votações
| # | Episódio 8            | Episódio 8       | Episódio 11           | Episódio 11      |
| # | UNI+ B                | UNI+ G           | UNI+ B                | UNI+ G           |
| - | --------------------- | ---------------- | --------------------- | ---------------- |
| 1 | Jun (U-KISS)          | Euijin (Sonamoo) | Jun (U-KISS)          | Euijin (Sonamoo) |
| 2 | Donghyun (Boyfriend)  | Yebin (DIA)      | Euijin (Bigflo)       | Yebin (DIA)      |
| 3 | Feeldog (Bigstar)     | NC.A             | Donghyun (Boyfriend)  | NC.A             |
| 4 | Euijin (Bigflo)       | Yang Jiwon       | Feeldog (Bigstar)     | Euna Kim         |
| 5 | Kim Timoteo (Hotshot) | Lee Hyunjoo      | Kim Timoteo (Hotshot) | Yang Jiwon       |
| 6 | Go Hojung (Hotshot)   | Euna Kim         | Go Hojung (Hotshot)   | Jiwon (Good Day) |
| 7 | Kijoong (IM)          | Shin Yoonjo      | Kijoong (IM)          | Shin Yoonjo      |
| 8 | Daewon (Madtown)      | Jiwon (Good Day) | Daewon (Madtown)      | Lee Hyunjoo      |
| 9 | Kanto (Troy)          | Lee Suji         | Jeup (Imfact)         | Semmi (Matilda)  |

### Terceiro período de votações
| # | Episódio 12           | Episódio 12      | Episódio 13           | Episódio 13         |
| # | UNI+ B                | UNI+ G           | UNI+ B                | UNI+ G              |
| - | --------------------- | ---------------- | --------------------- | ------------------- |
| 1 | Euijin (Bigflo)       | Euijin (Sonamoo) | Jun (U-KISS)          | Euijin (Sonamoo)    |
| 2 | Jun (U-KISS)          | Yebin (DIA)      | Euijin (Bigflo)       | Semmi (Matilda)     |
| 3 | Kim Timoteo (Hotshot) | NC.A             | Go Hojung (Hotshot)   | Yebin (DIA)         |
| 4 | Feeldog (Bigstar)     | Yang Jiwon       | Feeldog (Bigstar)     | NC.A                |
| 5 | Go Hojung (Hotshot)   | Semmi (Matilda)  | Kim Timoteo (Hotshot) | Lee Suji            |
| 6 | Donghyun (Boyfriend)  | Euna Kim         | Ji Hansol             | Jiwon (Good Day)    |
| 7 | Kijoong (IM)          | Lee Suji         | Donghyun (Boyfriend)  | Euna Kim            |
| 8 | Jeup (Imfact)         | Jiwon (Good Day) | Seyong (Myname)       | Yang Jiwon          |
| 9 | Seyong (Myname)       | Lee Hyunjoo      | Daewon (Madtown)      | Woohee (Dal Shabet) |

### Top 9 final
| # | Episódio 12         | Episódio 12            |
| # | UNI+ B              | UNI+ G                 |
| - | ------------------- | ---------------------- |
| 1 | Jun (U-KISS)        | Euijin (Sonamoo)       |
| 2 | Euijin (Bigflo)     | Yebin (DIA)            |
| 3 | Go Hojung (Hotshot) | NC.A                   |
| 4 | Feeldog (Bigstar)   | Yoonjo                 |
| 5 | Marco (H.B.Y)       | Lee Hyunjoo (Ex-April) |
| 6 | Ji Hansol           | Yang Jiwon (Ex-Spica)  |
| 7 | Daewon (Madtown)    | Woohee (Dal Shabet)    |
| 8 | Kijoong (IM)        | ZN (Laboum)            |
| 9 | Chan (A.C.E)        | Lee Suji (Ex-The Ark)  |

## Tabela de eliminação

### UNI+ B
| Nome                    | Classificações | Classificações | Classificações | Classificações | Classificações | Classificações | Classificações | Classificações | Classificações | Classificações | Classificações |           |
| Nome                    | Ep. 4          | Ep. 5          | Ep. 7          | Ep. 8          | Ep. 9          | Ep. 11         | Ep. 12         | Ep. 13         | Ep. 14         | Final          |                |           |
| ----------------------- | -------------- | -------------- | -------------- | -------------- | -------------- | -------------- | -------------- | -------------- | -------------- | -------------- | -------------- | --------- |
| Jun (U-KISS)            | 6              | 3              | 2              | 1              |                | 1              | 2              |                | 1              | 1              | 1              |           |
| Euijin (BIGFLO)         | 17             | 16             | 9              | 4              |                | 2              | 1              |                | 2              | 2              | 2              |           |
| Go Hojung (Hotshot)     | 4              | 5              | 5              | 6              |                | 6              | 5              |                | 3              | 3              | 3              |           |
| Feeldog (BIGSTAR)       | 3              | 4              | 4              | 3              |                | 4              | 4              |                | 4              | 4              | 4              |           |
| Kim Timoteo (Hotshot)   | 1              | 1              | 1              | 5              |                | 5              | 3              |                | 5              |                |                |           |
| Ji Hansol               | 5              | 6              | 7              | 12             | 10             | 10             | 12             |                | 6              | 6              | 6              |           |
| Donghyun (Boyfriend)    | 2              | 2              | 3              | 2              |                | 3              | 6              |                | 7              |                |                |           |
| Seyong (MyName)         | 10             | 12             | 13             | 11             |                | 14             | 9              |                | 8              |                |                |           |
| Daewon (MADTOWN)        | 13             | 9              | 8              | 8              |                | 8              | 10             |                | 9              | 7              | 7              |           |
| Kijoong (IM)            | 7              | 7              | 6              | 7              |                | 7              | 7              |                | 10             | 8              | 8              |           |
| Jeup (Imfact)           | 40             | 22             | 10             | 13             |                | 9              | 8              | 10             | 11             |                |                |           |
| Rockhyun (100%)         | 11             | 8              | 11             | 10             |                | 11             | 11             |                | 12             |                |                |           |
| Hangyul (IM)            | 35             | 30             | 28             | 21             | 19             | 18             | 19             |                | 13             |                |                |           |
| Dongmyeong (MAS)        | 8              | 10             | 16             | 16             |                | 13             | 13             |                | 14             |                |                |           |
| Chan (A.C.E)            | 26             | 27             | 26             | 19             |                | 17             | 14             |                | 15             | 9              | 9              |           |
| Marco (H.B.Y)           | 12             | 13             | 14             | 14             |                | 19             | 15             |                | 16             | 5              | 5              |           |
| Lee Geon (MADTOWN)      | 22             | 23             | 22             | 20             |                | 15             | 18             |                | 17             |                |                |           |
| Suwoong (Boys Republic) | 21             | 24             | 18             | 18             |                | 16             | 16             | 19             | 18             |                |                |           |
| Lee Jungha              | 15             | 15             | 15             | 17             |                | 21             | 22             |                | 19             | Eliminado      | Eliminado      |           |
| Kanto (Troy)            | 9              | 11             | 12             | 9              |                | 12             | 17             |                | 20             | Eliminado      | Eliminado      |           |
| Jun (A.C.E)             | 30             | 28             | 25             | 25             |                | 23             | 20             |                | 21             | Eliminado      | Eliminado      |           |
| Raehwan (BIGSTAR)       | 14             | 14             | 20             | 22             |                | 25             | 28             |                | 22             | Eliminado      | Eliminado      |           |
| Kiseok (IM)             | 19             | 20             | 23             | 26             |                | 29             | 21             |                | 23             | Eliminado      | Eliminado      |           |
| Jun-Q (MyName)          | 16             | 18             | 17             | 15             |                | 20             | 25             |                | 24             | Eliminado      | Eliminado      |           |
| B-Joo (Topp Dogg)       | 36             | 32             | 30             | 31             |                | 30             | 26             |                | 25             | Eliminado      | Eliminado      |           |
| Ungjae (Imfact)         | 23             | 17             | 19             | 23             |                | 22             | 23             |                | 26             | Eliminado      | Eliminado      |           |
| Taeho (Imfact)          | 47             | 45             | 42             | 36             |                | 26             | 24             |                | 27             | Eliminado      | Eliminado      |           |
| Heedo (B.I.G)           | 33             | 35             | 35             | 29             | 28             | 28             | 27             |                | 28             | Eliminado      | Eliminado      |           |
| Sungjun (Boys Republic) | 41             | 34             | 36             | 44             | 37             | 31             | 30             |                | 29             | Eliminado      | Eliminado      |           |
| Jungha (BEATWIN)        | 42             | 44             | 41             | 24             |                | 24             | 29             |                | 30             | Eliminado      | Eliminado      |           |
| Rayoon (MVP)            | 39             | 37             | 33             | 27             |                | 27             | 31             |                | 31             | Eliminado      | Eliminado      |           |
| Im Junhyeok             | 31             | 33             | 34             | 38             |                | 41             | 32             |                | 32             | Eliminado      | Eliminado      |           |
| Gunmin (B.I.G)          | 25             | 26             | 24             | 30             |                | 32             | Eliminado      | Eliminado      | Eliminado      | Eliminado      |                |           |
| Sangil (Snuper)         | 37             | 40             | 39             | 35             |                | 33             | Eliminado      | Eliminado      | Eliminado      | Eliminado      |                |           |
| Hyukjin (100%)          | 20             | 19             | 21             | 28             |                | 34             | Eliminado      | Eliminado      | Eliminado      | Eliminado      |                |           |
| Jungsang (A.Cian)       | 28             | 31             | 32             | 39             |                | 35             | Eliminado      | Eliminado      | Eliminado      | Eliminado      |                |           |
| Gunwoo (MyName)         | 18             | 21             | 29             | 32             |                | 36             | Eliminado      | Eliminado      | Eliminado      | Eliminado      |                |           |
| Chaejin (MyName)        | 24             | 25             | 27             | 33             |                | 37             | Eliminado      | Eliminado      | Eliminado      | Eliminado      |                |           |
| Hojoon (Topp Dogg)      | 27             | 29             | 31             | 34             |                | 38             | Eliminado      | Eliminado      | Eliminado      | Eliminado      |                |           |
| Suhyun (Snuper)         | 44             | 43             | 43             | 40             |                | 39             | Eliminado      | Eliminado      | Eliminado      | Eliminado      |                |           |
| Taeeun (IM)             | 55             | 46             | 40             | 43             |                | 40             | Eliminado      | Eliminado      | Eliminado      | Eliminado      |                |           |
| Sunghak (BIGSTAR)       | 34             | 42             | 44             | 41             |                | 42             | Eliminado      | Eliminado      | Eliminado      | Eliminado      |                |           |
| Seungjin (A-JAX)        | 38             | 38             | 38             | 42             |                | 43             | Eliminado      | Eliminado      | Eliminado      | Eliminado      |                |           |
| Lex (BIGFLO)            | 49             | 53             | 45             | 45             |                | 44             | Eliminado      | Eliminado      | Eliminado      | Eliminado      |                |           |
| Casper                  | 46             | 41             | 37             | 37             |                | 45             | Eliminado      | Eliminado      | Eliminado      | Eliminado      |                |           |
| Sebin (Snuper)          | 32             | 36             | 46             | Eliminado      | Eliminado      | Eliminado      | Eliminado      | Eliminado      | Eliminado      | Eliminado      | Eliminado      | Eliminado |
| Kyeongha (TopSecret)    | 29             | 39             | 47             | Eliminado      | Eliminado      | Eliminado      | Eliminado      | Eliminado      | Eliminado      | Eliminado      | Eliminado      | Eliminado |
| Jin.O (A.Cian)          | 61             | 49             | 48             | Eliminado      | Eliminado      | Eliminado      | Eliminado      | Eliminado      | Eliminado      | Eliminado      | Eliminado      | Eliminado |
| Jian (Imfact)           | 59             | 51             | 49             | Eliminado      | Eliminado      | Eliminado      | Eliminado      | Eliminado      | Eliminado      | Eliminado      | Eliminado      | Eliminado |
| Joonghee (A-JAX)        | 45             | 50             | 50             | Eliminado      | Eliminado      | Eliminado      | Eliminado      | Eliminado      | Eliminado      | Eliminado      | Eliminado      | Eliminado |
| Sejun                   | 43             | 47             | 51             | Eliminado      | Eliminado      | Eliminado      | Eliminado      | Eliminado      | Eliminado      | Eliminado      | Eliminado      | Eliminado |
| Taro (H.B.Y)            | 57             | 54             | 52             | Eliminado      | Eliminado      | Eliminado      | Eliminado      | Eliminado      | Eliminado      | Eliminado      | Eliminado      | Eliminado |
| Jude (BIGSTAR)          | 51             | 55             | 53             | Eliminado      | Eliminado      | Eliminado      | Eliminado      | Eliminado      | Eliminado      | Eliminado      | Eliminado      | Eliminado |
| Harin (MAS)             | 50             | 52             | 54             | Eliminado      | Eliminado      | Eliminado      | Eliminado      | Eliminado      | Eliminado      | Eliminado      | Eliminado      | Eliminado |
| P.K (MVP)               | 52             | 57             | 55             | Eliminado      | Eliminado      | Eliminado      | Eliminado      | Eliminado      | Eliminado      | Eliminado      | Eliminado      | Eliminado |
| Z-UK (BIGFLO)           | 63             | 60             | 56             | Eliminado      | Eliminado      | Eliminado      | Eliminado      | Eliminado      | Eliminado      | Eliminado      | Eliminado      | Eliminado |
| Onejunn (Boys Republic) | 48             | 48             | 57             | Eliminado      | Eliminado      | Eliminado      | Eliminado      | Eliminado      | Eliminado      | Eliminado      | Eliminado      | Eliminado |
| Seongho (BEATWIN)       | 54             | 56             | 58             | Eliminado      | Eliminado      | Eliminado      | Eliminado      | Eliminado      | Eliminado      | Eliminado      | Eliminado      | Eliminado |
| Yonghoon (MAS)          | 58             | 58             | 59             | Eliminado      | Eliminado      | Eliminado      | Eliminado      | Eliminado      | Eliminado      | Eliminado      | Eliminado      | Eliminado |
| Cya (MAS)               | 60             | 59             | 60             | Eliminado      | Eliminado      | Eliminado      | Eliminado      | Eliminado      | Eliminado      | Eliminado      | Eliminado      | Eliminado |
| Kanghyun (MAS)          | 56             | 61             | 61             | Eliminado      | Eliminado      | Eliminado      | Eliminado      | Eliminado      | Eliminado      | Eliminado      | Eliminado      | Eliminado |
| Jin (MVP)               | 53             | 63             | 62             | Eliminado      | Eliminado      | Eliminado      | Eliminado      | Eliminado      | Eliminado      | Eliminado      | Eliminado      | Eliminado |
| Junghoon (TopSecret)    | 62             | 62             | 63             | Eliminado      | Eliminado      | Eliminado      | Eliminado      | Eliminado      | Eliminado      | Eliminado      | Eliminado      | Eliminado |

| Euijin (Sonamoo)      | 5  | 2                | 2                | 1                |                  | 1                | 1                |                  | 1                | 1                | 1                |           |           |
| Semmi (Matilda)       | 49 | 53               | 42               | 29               |                  | 9                | 5                |                  | 2                |                  |                  |           |           |
| Yebin (DIA)           | 2  | 3                | 3                | 2                |                  | 2                | 2                |                  | 3                | 2                | 2                |           |           |
| NC.A                  | 4  | 5                | 4                | 3                |                  | 3                | 3                |                  | 4                | 3                | 3                |           |           |
| Lee Suji              | 11 | 9                | 9                | 9                | 10               | 10               | 7                |                  | 5                | 9                | 9                |           |           |
| Jiwon (Good Day)      | 15 | 13               | 10               | 8                |                  | 6                | 8                |                  | 6                |                  |                  |           |           |
| Euna Kim              | 3  | 4                | 5                | 6                |                  | 4                | 6                |                  | 7                |                  |                  |           |           |
| Yang Jiwon            | 1  | 1                | 1                | 4                |                  | 5                | 4                |                  | 8                | 6                | 6                |           |           |
| Woohee (Dal Shabet)   | 6  | 7                | 6                | 10               |                  | 11               | 10               |                  | 9                | 7                | 7                |           |           |
| Lee Hyunjoo           | 9  | 6                | 7                | 5                |                  | 8                | 9                | 10               | 10               | 5                | 5                |           |           |
| ZN (Laboum)           | 17 | 16               | 13               | 14               |                  | 14               | 12               |                  | 11               | 8                | 8                |           |           |
| Yoonjo                | 23 | 19               | 14               | 7                |                  | 7                | 13               |                  | 12               | 4                | 4                |           |           |
| Dan-A (Matilda)       | 28 | 26               | 23               | 37               | 37               | 30               | 14               |                  | 13               |                  |                  |           |           |
| Somyi (DIA)           | 10 | 10               | 11               | 11               |                  | 12               | 11               |                  | 14               |                  |                  |           |           |
| Yeoeun (Melody Day)   | 18 | 18               | 15               | 12               |                  | 13               | 15               |                  | 15               |                  |                  |           |           |
| Shin Jihoon           | 14 | 17               | 16               | 15               |                  | 21               | 22               |                  | 16               |                  |                  |           |           |
| Chahee (Melody Day)   | 34 | 28               | 31               | 35               |                  | 18               | 16               |                  | 17               |                  |                  |           |           |
| Lee Borim             | 44 | 25               | 17               | 16               |                  | 16               | 24               |                  | 18               |                  |                  |           |           |
| Hyosun (H.U.B)        | 7  | 8                | 8                | 13               |                  | 20               | 20               |                  | 19               | Eliminada        | Eliminada        |           |           |
| Yujeong (Laboum)      | 12 | 12               | 12               | 17               | 19               | 15               | 17               |                  | 20               | Eliminada        | Eliminada        |           |           |
| Nari (Wa$$up)         | 21 | 15               | 22               | 27               |                  | 27               | 25               |                  | 21               | Eliminada        | Eliminada        |           |           |
| Anne (S.I.S)          | 36 | 36               | 28               | 22               | 28               | 26               | 19               | 19               | 22               | Eliminada        | Eliminada        |           |           |
| Serri (Dal Shabet)    | 13 | 29               | 32               | 30               |                  | 28               | 29               |                  | 23               | Eliminada        | Eliminada        |           |           |
| Lucky (Good Day)      | 22 | 20               | 19               | 19               |                  | 17               | 18               |                  | 24               | Eliminada        | Eliminada        |           |           |
| Lee Joohyun           | 38 | 34               | 29               | 23               |                  | 25               | 21               |                  | 25               | Eliminada        | Eliminada        |           |           |
| Haein (Laboum)        | 24 | 21               | 18               | 18               |                  | 19               | 23               |                  | 26               | Eliminada        | Eliminada        |           |           |
| Hyeyeon (BESTie)      | 30 | 27               | 25               | 21               |                  | 24               | 26               |                  | 27               | Eliminada        | Eliminada        |           |           |
| Heejin (Good Day)     | 37 | 42               | 39               | 36               |                  | 31               | 28               |                  | 28               | Eliminada        | Eliminada        |           |           |
| Viva (Good Day)       | 52 | 47               | 40               | 24               |                  | 29               | 30               |                  | 29               | Eliminada        | Eliminada        |           |           |
| Kim (Rubber Soul)     | 39 | 41               | 38               | 34               |                  | 23               | 27               |                  | 30               | Eliminada        | Eliminada        |           |           |
| Yoomin (Melody Day)   | 32 | 23               | 24               | 31               |                  | 22               | 31               |                  | 31               | Eliminada        | Eliminada        |           |           |
| Yena (G-reyish)       | 43 | 38               | 33               | 39               |                  | 32               | 32               |                  | 32               | Eliminada        | Eliminada        | Eliminada | Eliminada |
| Joo                   | 8  | 11               | 20               | 20               |                  | 33               | Eliminada        | Eliminada        | Eliminada        | Eliminada        |                  |           |           |
| Kang Minhee (Miss $)  | 20 | 31               | 34               | 33               |                  | 34               | Eliminada        | Eliminada        | Eliminada        | Eliminada        |                  |           |           |
| Seol Hayoon           | 16 | 14               | 21               | 25               |                  | 35               | Eliminada        | Eliminada        | Eliminada        | Eliminada        |                  |           |           |
| Kwon Haseo (RGP)      | 31 | 30               | 30               | 26               |                  | 36               | Eliminada        | Eliminada        | Eliminada        | Eliminada        |                  |           |           |
| Yujeong (Brave Girls) | 33 | 32               | 26               | 32               |                  | 37               | Eliminada        | Eliminada        | Eliminada        | Eliminada        |                  |           |           |
| Mint                  | 26 | 24               | 27               | 28               |                  | 38               | Eliminada        | Eliminada        | Eliminada        | Eliminada        |                  |           |           |
| Gaeul (S.I.S)         | 25 | 22               | 35               | 40               |                  | 39               | Eliminada        | Eliminada        | Eliminada        | Eliminada        |                  |           |           |
| Haena (Matilda)       | 46 | 48               | 52               | 41               |                  | 40               | Eliminada        | Eliminada        | Eliminada        | Eliminada        |                  |           |           |
| Yeseul (Wings)        | 53 | 52               | 51               | 44               |                  | 41               | Eliminada        | Eliminada        | Eliminada        | Eliminada        |                  |           |           |
| Park Jiwon            | 42 | 44               | 41               | 43               |                  | 42               | Eliminada        | Eliminada        | Eliminada        | Eliminada        |                  |           |           |
| Janey                 | 35 | 40               | 36               | 38               |                  | 43               | Eliminada        | Eliminada        | Eliminada        | Eliminada        |                  |           |           |
| Han Ahreum            | 27 | 33               | 37               | 42               |                  | 44               | Eliminada        | Eliminada        | Eliminada        | Eliminada        |                  |           |           |
| Eun.E (S.E.T)         | 62 | 62               | 61               | 45               |                  | 45               | Eliminada        | Eliminada        | Eliminada        | Eliminada        |                  |           |           |
| Soya                  | 29 | 35               | 43               | Eliminada        | Eliminada        | Eliminada        | Eliminada        | Eliminada        | Eliminada        | Eliminada        | Eliminada        |           |           |
| Lena (ACEMAX-RED)     | 48 | 39               | 44               | Eliminada        | Eliminada        | Eliminada        | Eliminada        | Eliminada        | Eliminada        | Eliminada        | Eliminada        |           |           |
| Eunji (Brave Girls)   | 41 | 37               | 45               | Eliminada        | Eliminada        | Eliminada        | Eliminada        | Eliminada        | Eliminada        | Eliminada        | Eliminada        |           |           |
| Genie (Good Day)      | 59 | 49               | 46               | Eliminada        | Eliminada        | Eliminada        | Eliminada        | Eliminada        | Eliminada        | Eliminada        | Eliminada        |           |           |
| Han Seo-in            | 45 | 46               | 47               | Eliminada        | Eliminada        | Eliminada        | Eliminada        | Eliminada        | Eliminada        | Eliminada        | Eliminada        |           |           |
| Dabin (BabyBoo)       | 40 | 43               | 48               | Eliminada        | Eliminada        | Eliminada        | Eliminada        | Eliminada        | Eliminada        | Eliminada        | Eliminada        |           |           |
| Saebyeol (Matilda)    | 57 | 45               | 49               | Eliminada        | Eliminada        | Eliminada        | Eliminada        | Eliminada        | Eliminada        | Eliminada        | Eliminada        |           |           |
| Bomi (ACEMAX-RED)     | 54 | 51               | 50               | Eliminada        | Eliminada        | Eliminada        | Eliminada        | Eliminada        | Eliminada        | Eliminada        | Eliminada        |           |           |
| Hanbi (LipBubble)     | 56 | 57               | 53               | Eliminada        | Eliminada        | Eliminada        | Eliminada        | Eliminada        | Eliminada        | Eliminada        | Eliminada        |           |           |
| Yujeong (S2)          | 61 | 60               | 54               | Eliminada        | Eliminada        | Eliminada        | Eliminada        | Eliminada        | Eliminada        | Eliminada        | Eliminada        |           |           |
| Sebin (S.I.S)         | 47 | 50               | 55               | Eliminada        | Eliminada        | Eliminada        | Eliminada        | Eliminada        | Eliminada        | Eliminada        | Eliminada        |           |           |
| Sandy (Apple.B)       | 55 | 56               | 57               | Eliminada        | Eliminada        | Eliminada        | Eliminada        | Eliminada        | Eliminada        | Eliminada        | Eliminada        |           |           |
| Chaesol (Good Day)    | 50 | 54               | 58               | Eliminada        | Eliminada        | Eliminada        | Eliminada        | Eliminada        | Eliminada        | Eliminada        | Eliminada        |           |           |
| Yuji (Apple.B)        | 51 | 55               | 59               | Eliminada        | Eliminada        | Eliminada        | Eliminada        | Eliminada        | Eliminada        | Eliminada        | Eliminada        |           |           |
| Eunbyeol (LipBubble)  | 58 | 58               | 60               | Eliminada        | Eliminada        | Eliminada        | Eliminada        | Eliminada        | Eliminada        | Eliminada        | Eliminada        |           |           |
| Tae.E (S.E.T)         | 60 | 59               | 61               | Eliminada        | Eliminada        | Eliminada        | Eliminada        | Eliminada        | Eliminada        | Eliminada        | Eliminada        |           |           |
| Chaewon (S2)          | 63 | 61               | 62               | Eliminada        | Eliminada        | Eliminada        | Eliminada        | Eliminada        | Eliminada        | Eliminada        | Eliminada        |           |           |
| I                     | 19 | Saiu do programa | Saiu do programa | Saiu do programa | Saiu do programa | Saiu do programa | Saiu do programa | Saiu do programa | Saiu do programa | Saiu do programa | Saiu do programa |           |           |

## Missões

### Primeira missão: Vídeo musical
Após as Avaliações Booting, os participantes foram encarregados de formar grupos com nove membros para a primeira missão. A equipe vencedora de cada gênero se tornaria a equipe do centro no videoclipe da música tema do programa "My Turn".

#### Avaliações da UNI+ B
| Equipe | Lugar | Membros |
| ------ | ----- | --- |
| Red    | 1     | Kijung (Center), Donghyun (Líder), Feeldog, Rockhyeon, Kim Timoteo, Lee Geon, Ji Han-sol, Kanto, Go Hojung |
| White  | 4     | Jungha (Center), Daewon (Líder), Jian, Suhyun, Dongmyeong, Yonghoon, Cya, Kanghyun, Harin                  |
| Black  | 2     | Jun (A.C.E) (Center e Líder), Chan, P.K, Rayoon, Jin, Taeeun, Jungsang, Sangil, Junhyeok                   |
| Orange | 7     | Taeho (Center), Casper (Líder), Ungjae, Z-Uk, Chaejin, Jun-Q, Hyukjin, Lee Jungha, Marco                   |
| Yellow | 3     | Hangyul (Center), Raehwan (Lider), Sunghak, Gunmin, Sungjun, Suwoong, Sejun, Seongho, Jeup                 |
| Green  | 5     | B-Joo (Center), Hojoon (Líder), Jun (U-Kiss) ,Taro, Heedo, Lex, Jin-O, Seungjin, Joonghee                  |
| Blue   | 6     | Seyong (Center e Líder), Gunwoo, Jude, Euijin, One Junn, Kyeongha, Junghoon, Giseok, Sebin                 |

#### Avaliações da UNI+ G
| Equipe | Lugar | Membros                                                                                               |
| ------ | ----- | --- |
| Black  | 3     | Serri (Center), Yang Jiwon (Líder), Woohee, Nari, Yujeong (Laboum), ZN, Dan-A, Haena, Park Jiwon      |
| Red    | 1     | Euijin (Center), Eunji (Líder), Yebin, Somyi, Yeoeun, Chahee, Yoomin, Han Seoin, Lee Borim            |
| Yellow | 6     | Yena (Center), Kang Minhee (Líder), Eunbyeol, Hanbi, Tae.E, Eun.E, Yujeong (S2), Heejin, Sebin        |
| White  | 2     | Anne (Center), Haein (Líder), Gaeul, Lee Suji, Euna Kim, Jiwon, Chaesol, Janey, Yujeong (Brave Girls) |
| Orange | 7     | Lee Hyunjoo (Center), Han Areum (Líder), Kim, Seol Hayoon, Mint, Dabin, Hyosun, Bomi, Lee Juhyun      |
| Green  | 5     | I (Center), Hyeyeon (Líder), Yoonjo, NC.A, Chaewon, Saebyeol, Semmi, Genie, Viva                      |
| Blue   | 3     | Sandy (Center), Joo (Líder), Yooji, Yeseul, Soya, Lena, Kwon Haseo, Lucky, Shin Jihoon                |

1. 1 2  Por ordem de apresentação no Episódio 6.

### Segunda Missão: Reiniciar
Os concorrentes escolherão uma das canções de diferentes conceitos em que eles estão confiantes; Novas equipas de 9 são formadas. A votação de cada concorrente é realizada durante as apresentações. A equipe vencedora com o maior número de votos ganhará um benefício da imunidade contra a eliminação no final da missão, independentemente do ranking geral de votos do show, além da chance de se apresentar no comeback stage do Rain.

#### Avaliações da UNI+ G
- Líder
- Maior pontuação
- Menor pontuação
- Maior Pontuação Geral

| Ordem | Equipe | Canção                        | Artista               | Votos | Total | Resulto  |
| ----- | ------ | ----------------------------- | --------------------- | ----- | ----- | -------- |
| 1     | Orange | "Red Flavor" por Red Velvet   | Dan-A                 | 78    | 1,050 | 6º Lugar |
| 1     | Orange | "Red Flavor" por Red Velvet   | I                     | 159   | 1,050 | 6º Lugar |
| 1     | Orange | "Red Flavor" por Red Velvet   | Jiwon                 | 183   | 1,050 | 6º Lugar |
| 1     | Orange | "Red Flavor" por Red Velvet   | Lee Suji              | 137   | 1,050 | 6º Lugar |
| 1     | Orange | "Red Flavor" por Red Velvet   | Lucky                 | 69    | 1,050 | 6º Lugar |
| 1     | Orange | "Red Flavor" por Red Velvet   | Sebin                 | 89    | 1,050 | 6º Lugar |
| 1     | Orange | "Red Flavor" por Red Velvet   | Yebin                 | 151   | 1,050 | 6º Lugar |
| 1     | Orange | "Red Flavor" por Red Velvet   | Yooji                 | 87    | 1,050 | 6º Lugar |
| 1     | Orange | "Red Flavor" por Red Velvet   | Yujeong (Brave Girls) | 98    | 1,050 | 6º Lugar |
| 2     | Black  | "Rough" por GFriend           | Shin Jihoon           | 142   | 1,266 | 5º Lugar |
| 2     | Black  | "Rough" por GFriend           | Eunji                 | 116   | 1,266 | 5º Lugar |
| 2     | Black  | "Rough" por GFriend           | Lee Joohyun           | 131   | 1,266 | 5º Lugar |
| 2     | Black  | "Rough" por GFriend           | NC.A                  | 267   | 1,266 | 5º Lugar |
| 2     | Black  | "Rough" por GFriend           | Lee Hyunjoo           | 121   | 1,266 | 5º Lugar |
| 2     | Black  | "Rough" por GFriend           | Han Seo In            | 98    | 1,266 | 5º Lugar |
| 2     | Black  | "Rough" por GFriend           | Chahee                | 141   | 1,266 | 5º Lugar |
| 2     | Black  | "Rough" por GFriend           | Genie                 | 83    | 1,266 | 5º Lugar |
| 2     | Black  | "Rough" por GFriend           | Gaeul                 | 161   | 1,266 | 5º Lugar |
| 3     | Blue   | "Crazy" por 4Minute           | Serri                 | 183   | 1,635 | 2º Lugar |
| 3     | Blue   | "Crazy" por 4Minute           | Viva                  | 146   | 1,635 | 2º Lugar |
| 3     | Blue   | "Crazy" por 4Minute           | Saebyeol              | 108   | 1,635 | 2º Lugar |
| 3     | Blue   | "Crazy" por 4Minute           | Euna Kim              | 223   | 1,635 | 2º Lugar |
| 3     | Blue   | "Crazy" por 4Minute           | Mint                  | 170   | 1,635 | 2º Lugar |
| 3     | Blue   | "Crazy" por 4Minute           | Nari                  | 196   | 1,635 | 2º Lugar |
| 3     | Blue   | "Crazy" por 4Minute           | Euijin                | 165   | 1,635 | 2º Lugar |
| 3     | Blue   | "Crazy" por 4Minute           | Dabin                 | 171   | 1,635 | 2º Lugar |
| 3     | Blue   | "Crazy" por 4Minute           | Hyosun                | 273   | 1,635 | 2º Lugar |
| 4     | Green  | "You're The Best" por Mamamoo | Han Ahreum            | 152   | 1,947 | 1º Lugar |
| 4     | Green  | "You're The Best" por Mamamoo | Yeseul                | 149   | 1,947 | 1º Lugar |
| 4     | Green  | "You're The Best" por Mamamoo | Yang Jiwon            | 302   | 1,947 | 1º Lugar |
| 4     | Green  | "You're The Best" por Mamamoo | Kang Minhee           | 223   | 1,947 | 1º Lugar |
| 4     | Green  | "You're The Best" por Mamamoo | Haena                 | 208   | 1,947 | 1º Lugar |
| 4     | Green  | "You're The Best" por Mamamoo | Joo                   | 191   | 1,947 | 1º Lugar |
| 4     | Green  | "You're The Best" por Mamamoo | Heejin                | 248   | 1,947 | 1º Lugar |
| 4     | Green  | "You're The Best" por Mamamoo | Hyeyeon               | 189   | 1,947 | 1º Lugar |
| 4     | Green  | "You're The Best" por Mamamoo | Eun.E                 | 285   | 1,947 | 1º Lugar |
| 5     | White  | "Give It to Me" por Sistar    | Kim                   | 82    | 1,389 | 3º Lugar |
| 5     | White  | "Give It to Me" por Sistar    | Bomi                  | 45    | 1,389 | 3º Lugar |
| 5     | White  | "Give It to Me" por Sistar    | Seol Hayoon           | 208   | 1,389 | 3º Lugar |
| 5     | White  | "Give It to Me" por Sistar    | Chaewon               | 156   | 1,389 | 3º Lugar |
| 5     | White  | "Give It to Me" por Sistar    | Haein                 | 147   | 1,389 | 3º Lugar |
| 5     | White  | "Give It to Me" por Sistar    | Janey                 | 118   | 1,389 | 3º Lugar |
| 5     | White  | "Give It to Me" por Sistar    | Semmi                 | 203   | 1,389 | 3º Lugar |
| 5     | White  | "Give It to Me" por Sistar    | Yeoeun                | 280   | 1,389 | 3º Lugar |
| 5     | White  | "Give It to Me" por Sistar    | Kwon Haseo            | 150   | 1,389 | 3º Lugar |
| 6     | Yellow | "Heart Attack" por AOA        | Park Jiwon            | 88    | 929   | 7º Lugar |
| 6     | Yellow | "Heart Attack" por AOA        | Lena                  | 98    | 929   | 7º Lugar |
| 6     | Yellow | "Heart Attack" por AOA        | Tae.E                 | 80    | 929   | 7º Lugar |
| 6     | Yellow | "Heart Attack" por AOA        | Yujeong (S2)          | 67    | 929   | 7º Lugar |
| 6     | Yellow | "Heart Attack" por AOA        | Eunbyeol              | 59    | 929   | 7º Lugar |
| 6     | Yellow | "Heart Attack" por AOA        | Shin Yoonjo           | 172   | 929   | 7º Lugar |
| 6     | Yellow | "Heart Attack" por AOA        | Somyi                 | 122   | 929   | 7º Lugar |
| 6     | Yellow | "Heart Attack" por AOA        | Yoomin                | 159   | 929   | 7º Lugar |
| 6     | Yellow | "Heart Attack" por AOA        | Yena                  | 84    | 929   | 7º Lugar |
| 7     | Red    | "Gee" por Girls' Generation   | Chaesol               | 121   | 1,337 | 4º Lugar |
| 7     | Red    | "Gee" por Girls' Generation   | Woohee                | 228   | 1,337 | 4º Lugar |
| 7     | Red    | "Gee" por Girls' Generation   | Hanbi                 | 112   | 1,337 | 4º Lugar |
| 7     | Red    | "Gee" por Girls' Generation   | Lee Borim             | 113   | 1,337 | 4º Lugar |
| 7     | Red    | "Gee" por Girls' Generation   | ZN                    | 218   | 1,337 | 4º Lugar |
| 7     | Red    | "Gee" por Girls' Generation   | Yujeong (Laboum)      | 185   | 1,337 | 4º Lugar |
| 7     | Red    | "Gee" por Girls' Generation   | Sandy                 | 64    | 1,337 | 4º Lugar |
| 7     | Red    | "Gee" por Girls' Generation   | Anne                  | 115   | 1,337 | 4º Lugar |
| 7     | Red    | "Gee" por Girls' Generation   | Soya                  | 181   | 1,337 | 4º Lugar |

#### Avaliações da UNI+ B
- Líder
- Maior pontuação
- Menor pontuação
- Maior Pontuação Geral

| Ordem | Equipe | Canção                       | Artista      | Votos | Total | Resulto  |
| ----- | ------ | ---------------------------- | ------------ | ----- | ----- | -------- |
| 1     | White  | "Fire" por BTS               | Suwoong      | 246   | 1,247 | 2º Lugar |
| 1     | White  | "Fire" por BTS               | JunQ         | 149   | 1,247 | 2º Lugar |
| 1     | White  | "Fire" por BTS               | Sungjun      | 145   | 1,247 | 2º Lugar |
| 1     | White  | "Fire" por BTS               | Hangyul      | 140   | 1,247 | 2º Lugar |
| 1     | White  | "Fire" por BTS               | Ungjae       | 137   | 1,247 | 2º Lugar |
| 1     | White  | "Fire" por BTS               | Taeeun       | 125   | 1,247 | 2º Lugar |
| 1     | White  | "Fire" por BTS               | Jungsang     | 110   | 1,247 | 2º Lugar |
| 1     | White  | "Fire" por BTS               | Taeho        | 100   | 1,247 | 2º Lugar |
| 1     | White  | "Fire" por BTS               | Jude         | 95    | 1,247 | 2º Lugar |
| 2     | Green  | "Heartbeat" por 2PM          | Seyong       | 220   | 1,199 | 4º Lugar |
| 2     | Green  | "Heartbeat" por 2PM          | Jungha       | 147   | 1,199 | 4º Lugar |
| 2     | Green  | "Heartbeat" por 2PM          | Sangil       | 145   | 1,199 | 4º Lugar |
| 2     | Green  | "Heartbeat" por 2PM          | Euijin       | 140   | 1,199 | 4º Lugar |
| 2     | Green  | "Heartbeat" por 2PM          | Sebin        | 135   | 1,199 | 4º Lugar |
| 2     | Green  | "Heartbeat" por 2PM          | Casper       | 117   | 1,199 | 4º Lugar |
| 2     | Green  | "Heartbeat" por 2PM          | Hyukji       | 111   | 1,199 | 4º Lugar |
| 2     | Green  | "Heartbeat" por 2PM          | Gunwoo       | 97    | 1,199 | 4º Lugar |
| 2     | Green  | "Heartbeat" por 2PM          | Seongho      | 87    | 1,199 | 4º Lugar |
| 3     | Orange | "Monster" por EXO            | Donghyun     | 222   | 1,438 | 1º Lugar |
| 3     | Orange | "Monster" por EXO            | Timoteo      | 166   | 1,438 | 1º Lugar |
| 3     | Orange | "Monster" por EXO            | Raehwan      | 160   | 1,438 | 1º Lugar |
| 3     | Orange | "Monster" por EXO            | Lee Geon     | 157   | 1,438 | 1º Lugar |
| 3     | Orange | "Monster" por EXO            | Ji Han-sol   | 157   | 1,438 | 1º Lugar |
| 3     | Orange | "Monster" por EXO            | Jeup         | 150   | 1,438 | 1º Lugar |
| 3     | Orange | "Monster" por EXO            | Gunmin       | 145   | 1,438 | 1º Lugar |
| 3     | Orange | "Monster" por EXO            | Rockhyun     | 142   | 1,438 | 1º Lugar |
| 3     | Orange | "Monster" por EXO            | Jun (A.C.E)  | 139   | 1,438 | 1º Lugar |
| 4     | Yellow | "Juliette" por Shinee        | Kijung       | 176   | 1,183 | 5º Lugar |
| 4     | Yellow | "Juliette" por Shinee        | Marco        | 158   | 1,183 | 5º Lugar |
| 4     | Yellow | "Juliette" por Shinee        | Chaejin      | 150   | 1,183 | 5º Lugar |
| 4     | Yellow | "Juliette" por Shinee        | Go Hojung    | 146   | 1,183 | 5º Lugar |
| 4     | Yellow | "Juliette" por Shinee        | Dongmyung    | 146   | 1,183 | 5º Lugar |
| 4     | Yellow | "Juliette" por Shinee        | Sunghak      | 108   | 1,183 | 5º Lugar |
| 4     | Yellow | "Juliette" por Shinee        | Jin          | 104   | 1,183 | 5º Lugar |
| 4     | Yellow | "Juliette" por Shinee        | Lex          | 101   | 1,183 | 5º Lugar |
| 4     | Yellow | "Juliette" por Shinee        | Hojoon       | 94    | 1,183 | 5º Lugar |
| 5     | Red    | "Perfect Man"por por Shinhwa | Jun (U-Kiss) | 224   | 1,232 | 3º Lugar |
| 5     | Red    | "Perfect Man"por por Shinhwa | Chan         | 188   | 1,232 | 3º Lugar |
| 5     | Red    | "Perfect Man"por por Shinhwa | Lee Jungha   | 208   | 1,232 | 3º Lugar |
| 5     | Red    | "Perfect Man"por por Shinhwa | Rayoon       | 136   | 1,232 | 3º Lugar |
| 5     | Red    | "Perfect Man"por por Shinhwa | Im Junhyeok  | 124   | 1,232 | 3º Lugar |
| 5     | Red    | "Perfect Man"por por Shinhwa | Onejunn      | 113   | 1,232 | 3º Lugar |
| 5     | Red    | "Perfect Man"por por Shinhwa | P.K          | 112   | 1,232 | 3º Lugar |
| 5     | Red    | "Perfect Man"por por Shinhwa | Jin.O        | 108   | 1,232 | 3º Lugar |
| 5     | Red    | "Perfect Man"por por Shinhwa | Harin        | 65    | 1,232 | 3º Lugar |
| 6     | Black  | "Boom Boom" por Seventeen    | Feeldog      | 241   | 1,138 | 6º Lugar |
| 6     | Black  | "Boom Boom" por Seventeen    | Giseok       | 130   | 1,138 | 6º Lugar |
| 6     | Black  | "Boom Boom" por Seventeen    | Seungjin     | 125   | 1,138 | 6º Lugar |
| 6     | Black  | "Boom Boom" por Seventeen    | Daewon       | 124   | 1,138 | 6º Lugar |
| 6     | Black  | "Boom Boom" por Seventeen    | B-Joo        | 124   | 1,138 | 6º Lugar |
| 6     | Black  | "Boom Boom" por Seventeen    | Joonghee     | 109   | 1,138 | 6º Lugar |
| 6     | Black  | "Boom Boom" por Seventeen    | Heedo        | 107   | 1,138 | 6º Lugar |
| 6     | Black  | "Boom Boom" por Seventeen    | Kyeongha     | 100   | 1,138 | 6º Lugar |
| 6     | Black  | "Boom Boom" por Seventeen    | Jian         | 78    | 1,138 | 6º Lugar |
| 7     | Blue   | "H.E.R" por Block B          | Kanto        | 214   | 1,044 | 7º Lugar |
| 7     | Blue   | "H.E.R" por Block B          | Suhyun       | 125   | 1,044 | 7º Lugar |
| 7     | Blue   | "H.E.R" por Block B          | Taro         | 124   | 1,044 | 7º Lugar |
| 7     | Blue   | "H.E.R" por Block B          | Sejun        | 122   | 1,044 | 7º Lugar |
| 7     | Blue   | "H.E.R" por Block B          | Z-Uk         | 101   | 1,044 | 7º Lugar |
| 7     | Blue   | "H.E.R" por Block B          | Yonghoon     | 96    | 1,044 | 7º Lugar |
| 7     | Blue   | "H.E.R" por Block B          | Junghoon     | 90    | 1,044 | 7º Lugar |
| 7     | Blue   | "H.E.R" por Block B          | Cya          | 88    | 1,044 | 7º Lugar |
| 7     | Blue   | "H.E.R" por Block B          | Kanghyun     | 84    | 1,044 | 7º Lugar |

### Terceira missão: Autoprodução
Na terceira missão do programa, os participantes foram divididos pelos mentores em seis equipes em três categorias: vocal, performance e rap-vocal. Todas as apresentações foram autoproduzidas pelos mesmos, com acompanhamentos de banda ao vivo para as categorias de vocal e rap-vocal. A votação para os melhores participantes foi realizada durante as apresentações. Os três membros com o maior número de votos da equipe vencedora de cada categoria recebeu um benefício de imunidade de eliminação na 2ª rodada de votação, independentemente de suas classificações no programa.
| Episódio | Ordem | Categoria          | Classificação individual | Canção apresentada                                                    | Artistas         | Artistas           | Artistas          | Artistas              | Canção apresentada                                                                                          |
| Episódio | Ordem | Categoria          | Classificação individual | Canção apresentada                                                    | Equipe vencedora | Equipe vencedora   | Equipe perdedora  | Equipe perdedora      | Canção apresentada                                                                                          |
| -------- | ----- | ------------------ | ------------------------ | --------------------------------------------------------------------- | ---------------- | ------------------ | ----------------- | --------------------- | --- |
|          |       |                    |                          |                                                                       |                  |                    |                   |                       | |
| 8        | 1     | Vocal UNI+ B       | 1º                       | "U R" por Kim Tae-yeon                                                | Rockhyun         | Yellow (321 votos) | Green (317 votos) | Jeup                  | "Miracles in December" por EXO                                                                              |
| 8        | 1     | Vocal UNI+ B       | 2º                       | "U R" por Kim Tae-yeon                                                | Dongmyung        | Yellow (321 votos) | Green (317 votos) | Lee Geon              | "Miracles in December" por EXO                                                                              |
| 8        | 1     | Vocal UNI+ B       | 3º                       | "U R" por Kim Tae-yeon                                                | Im Junhyeok      | Yellow (321 votos) | Green (317 votos) | Hyukjin               | "Miracles in December" por EXO                                                                              |
| 8        | 1     | Vocal UNI+ B       | 4º                       | "U R" por Kim Tae-yeon                                                | Lex              | Yellow (321 votos) | Green (317 votos) | Chaejin               | "Miracles in December" por EXO                                                                              |
| 8        | 1     | Vocal UNI+ B       | 5º                       | "U R" por Kim Tae-yeon                                                | Taeho            | Yellow (321 votos) | Green (317 votos) | Jungsang              | "Miracles in December" por EXO                                                                              |
| 8        | 1     | Vocal UNI+ B       | 6º                       | "U R" por Kim Tae-yeon                                                | Suhyun           | Yellow (321 votos) | Green (317 votos) | Sangil                | "Miracles in December" por EXO                                                                              |
| 8        | 2     | Rap-vocal UNI+ G   | 1º                       | "어머님이 누구니 (Who's Your Mama?)" por Park Jin-young (part. Jessi) | Euna Kim         | Orange (383 votos) | Blue (154 votos)  | Chahee                | "피 땀 눈물 (Blood Sweat & Tears)" por BTS                                                                  |
| 8        | 2     | Rap-vocal UNI+ G   | 2º                       | "어머님이 누구니 (Who's Your Mama?)" por Park Jin-young (part. Jessi) | Semmi            | Orange (383 votos) | Blue (154 votos)  | Kwon Haseo            | "피 땀 눈물 (Blood Sweat & Tears)" por BTS                                                                  |
| 8        | 2     | Rap-vocal UNI+ G   | 3º                       | "어머님이 누구니 (Who's Your Mama?)" por Park Jin-young (part. Jessi) | Somyi            | Orange (383 votos) | Blue (154 votos)  | Janey                 | "피 땀 눈물 (Blood Sweat & Tears)" por BTS                                                                  |
| 8        | 2     | Rap-vocal UNI+ G   | 4º                       | "어머님이 누구니 (Who's Your Mama?)" por Park Jin-young (part. Jessi) | Jiwon            | Orange (383 votos) | Blue (154 votos)  | Joo                   | "피 땀 눈물 (Blood Sweat & Tears)" por BTS                                                                  |
| 8        | 2     | Rap-vocal UNI+ G   | 5º                       | "어머님이 누구니 (Who's Your Mama?)" por Park Jin-young (part. Jessi) | Yang Jiwon       | Orange (383 votos) | Blue (154 votos)  | Yujeong (Brave Girls) | "피 땀 눈물 (Blood Sweat & Tears)" por BTS                                                                  |
| 8        | 2     | Rap-vocal UNI+ G   | 6º                       | "어머님이 누구니 (Who's Your Mama?)" por Park Jin-young (part. Jessi) | Kim              | Orange (383 votos) | Blue (154 votos)  | Han Ahreum            | "피 땀 눈물 (Blood Sweat & Tears)" por BTS                                                                  |
| 8        | 2     | Rap-vocal UNI+ G   | 7º                       | "어머님이 누구니 (Who's Your Mama?)" por Park Jin-young (part. Jessi) | Yoonjo           | Orange (383 votos) | —                 | —                     | — |
| 8        | 2     | Rap-vocal UNI+ G   | 8º                       | "어머님이 누구니 (Who's Your Mama?)" por Park Jin-young (part. Jessi) | Yoomin           | Orange (383 votos) | —                 | —                     | — |
| 8        | 2     | Rap-vocal UNI+ G   | 9º                       | "어머님이 누구니 (Who's Your Mama?)" por Park Jin-young (part. Jessi) | Yeseul           | Orange (383 votos) | —                 | —                     | — |
| 8        | 3     | Performance UNI+ B | 1º                       | "Stay" por Zedd e Alessia Cara + "Chained Up" por VIXX                | Euijin           | Black (315 votos)  | Red (306 votos)   | Seyong                | "Manners Maketh Man" da trilha sonora de Kingsman: The Secret Service + "That's What I Like" por Bruno Mars |
| 8        | 3     | Performance UNI+ B | 2º                       | "Stay" por Zedd e Alessia Cara + "Chained Up" por VIXX                | Ji Hansol        | Black (315 votos)  | Red (306 votos)   | Feeldog               | "Manners Maketh Man" da trilha sonora de Kingsman: The Secret Service + "That's What I Like" por Bruno Mars |
| 8        | 3     | Performance UNI+ B | 3º                       | "Stay" por Zedd e Alessia Cara + "Chained Up" por VIXX                | Timoteo          | Black (315 votos)  | Red (306 votos)   | Go Hojung             | "Manners Maketh Man" da trilha sonora de Kingsman: The Secret Service + "That's What I Like" por Bruno Mars |
| 8        | 3     | Performance UNI+ B | 4º                       | "Stay" por Zedd e Alessia Cara + "Chained Up" por VIXX                | Hangyul          | Black (315 votos)  | Red (306 votos)   | Kijoong               | "Manners Maketh Man" da trilha sonora de Kingsman: The Secret Service + "That's What I Like" por Bruno Mars |
| 8        | 3     | Performance UNI+ B | 5º                       | "Stay" por Zedd e Alessia Cara + "Chained Up" por VIXX                | B-Joo            | Black (315 votos)  | Red (306 votos)   | Daewon                | "Manners Maketh Man" da trilha sonora de Kingsman: The Secret Service + "That's What I Like" por Bruno Mars |
| 8        | 3     | Performance UNI+ B | 6º                       | "Stay" por Zedd e Alessia Cara + "Chained Up" por VIXX                | Sunghak          | Black (315 votos)  | Red (306 votos)   | Jun (A.C.E)           | "Manners Maketh Man" da trilha sonora de Kingsman: The Secret Service + "That's What I Like" por Bruno Mars |
| 8        | 3     | Performance UNI+ B | 7º                       | "Stay" por Zedd e Alessia Cara + "Chained Up" por VIXX                | Gunmin           | Black (315 votos)  | Red (306 votos)   | Sungjun               | "Manners Maketh Man" da trilha sonora de Kingsman: The Secret Service + "That's What I Like" por Bruno Mars |
| 8        | 3     | Performance UNI+ B | 8º                       | "Stay" por Zedd e Alessia Cara + "Chained Up" por VIXX                | Seungjin         | Black (315 votos)  | Red (306 votos)   | Rayoon                | "Manners Maketh Man" da trilha sonora de Kingsman: The Secret Service + "That's What I Like" por Bruno Mars |
| 8        | 3     | Performance UNI+ B | 9º                       | "Stay" por Zedd e Alessia Cara + "Chained Up" por VIXX                | Hojoon           | Black (315 votos)  | Red (306 votos)   | Taeeun                | "Manners Maketh Man" da trilha sonora de Kingsman: The Secret Service + "That's What I Like" por Bruno Mars |
|          |       |                    |                          |                                                                       |                  |                    |                   |                       | |
| 9        | 4     | Vocal UNI+ G       | 1º                       | "Jackpot" por Block B + "LA Song" por Rain                            | Heejin           | Yellow (334 votos) | Green (290 votos) | NC.A                  | "Last Dance" por Big Bang                                                                                   |
| 9        | 4     | Vocal UNI+ G       | 2º                       | "Jackpot" por Block B + "LA Song" por Rain                            | Yeoeun           | Yellow (334 votos) | Green (290 votos) | Haena                 | "Last Dance" por Big Bang                                                                                   |
| 9        | 4     | Vocal UNI+ G       | 3º                       | "Jackpot" por Block B + "LA Song" por Rain                            | Woohee           | Yellow (334 votos) | Green (290 votos) | Yebin                 | "Last Dance" por Big Bang                                                                                   |
| 9        | 4     | Vocal UNI+ G       | 4º                       | "Jackpot" por Block B + "LA Song" por Rain                            | Hyeyeon          | Yellow (334 votos) | Green (290 votos) | Yujeong (Laboum)      | "Last Dance" por Big Bang                                                                                   |
| 9        | 4     | Vocal UNI+ G       | 5º                       | "Jackpot" por Block B + "LA Song" por Rain                            | Shin Jihoon      | Yellow (334 votos) | Green (290 votos) | Lucky                 | "Last Dance" por Big Bang                                                                                   |
| 9        | 4     | Vocal UNI+ G       | 6º                       | —                                                                     | —                | —                  | Green (290 votos) | Kang Minhee           | "Last Dance" por Big Bang                                                                                   |
| 9        | 4     | Vocal UNI+ G       | 7º                       | —                                                                     | —                | —                  | Green (290 votos) | Seol Hayoon           | "Last Dance" por Big Bang                                                                                   |
| 9        | 4     | Vocal UNI+ G       | 8º                       | —                                                                     | —                | —                  | Green (290 votos) | Eun.E                 | "Last Dance" por Big Bang                                                                                   |
| 9        | 4     | Vocal UNI+ G       | 9º                       | —                                                                     | —                | —                  | Green (290 votos) | Gaeul                 | "Last Dance" por Big Bang                                                                                   |
| 9        | 5     | Performance UNI+ G | 1º                       | "Problem" por Ariana Grande (part. Iggy Azalea)                       | Euijin           | Black (337 votos)  | Red (298 votos)   | Hyosun                | "Partition" + "Run The World" por Beyoncé                                                                   |
| 9        | 5     | Performance UNI+ G | 2º                       | "Problem" por Ariana Grande (part. Iggy Azalea)                       | ZN               | Black (337 votos)  | Red (298 votos)   | Nari                  | "Partition" + "Run The World" por Beyoncé                                                                   |
| 9        | 5     | Performance UNI+ G | 3º                       | "Problem" por Ariana Grande (part. Iggy Azalea)                       | Lee Hyunjoo      | Black (337 votos)  | Red (298 votos)   | Lee Suji              | "Partition" + "Run The World" por Beyoncé                                                                   |
| 9        | 5     | Performance UNI+ G | 4º                       | "Problem" por Ariana Grande (part. Iggy Azalea)                       | Lee Borim        | Black (337 votos)  | Red (298 votos)   | Anne                  | "Partition" + "Run The World" por Beyoncé                                                                   |
| 9        | 5     | Performance UNI+ G | 5º                       | "Problem" por Ariana Grande (part. Iggy Azalea)                       | Haein            | Black (337 votos)  | Red (298 votos)   | Viva                  | "Partition" + "Run The World" por Beyoncé                                                                   |
| 9        | 5     | Performance UNI+ G | 6º                       | "Problem" por Ariana Grande (part. Iggy Azalea)                       | Dan-A            | Black (337 votos)  | Red (298 votos)   | Mint                  | "Partition" + "Run The World" por Beyoncé                                                                   |
| 9        | 5     | Performance UNI+ G | 7º                       | "Problem" por Ariana Grande (part. Iggy Azalea)                       | Park Jiwon       | Black (337 votos)  | Red (298 votos)   | Lee Joohyun           | "Partition" + "Run The World" por Beyoncé                                                                   |
| 9        | 5     | Performance UNI+ G | 8º                       | "Problem" por Ariana Grande (part. Iggy Azalea)                       | Yena             | Black (337 votos)  | —                 | —                     | — |
| 9        | 5     | Performance UNI+ G | 9º                       | "Problem" por Ariana Grande (part. Iggy Azalea)                       | Serri            | Black (337 votos)  | —                 | —                     | — |
| 9        | 6     | Rap-vocal UNI+ B   | 1º                       | "Butterfly" por BTS                                                   | Jun (U-Kiss)     | Orange (291 votos) | Blue (282 votos)  | Jungha                | "Bermuda Triangle" por Zico (part. Dean e Crush) + "Red Sun" por Hangzoo (part. Zico e Swings_              |
| 9        | 6     | Rap-vocal UNI+ B   | 2º                       | "Butterfly" por BTS                                                   | Suwoong          | Orange (291 votos) | Blue (282 votos)  | Chan                  | "Bermuda Triangle" por Zico (part. Dean e Crush) + "Red Sun" por Hangzoo (part. Zico e Swings_              |
| 9        | 6     | Rap-vocal UNI+ B   | 3º                       | "Butterfly" por BTS                                                   | Casper           | Orange (291 votos) | Blue (282 votos)  | Donghyun              | "Bermuda Triangle" por Zico (part. Dean e Crush) + "Red Sun" por Hangzoo (part. Zico e Swings_              |
| 9        | 6     | Rap-vocal UNI+ B   | 4º                       | "Butterfly" por BTS                                                   | Ungjae           | Orange (291 votos) | Blue (282 votos)  | JunQ                  | "Bermuda Triangle" por Zico (part. Dean e Crush) + "Red Sun" por Hangzoo (part. Zico e Swings_              |
| 9        | 6     | Rap-vocal UNI+ B   | 5º                       | "Butterfly" por BTS                                                   | Raehwan          | Orange (291 votos) | Blue (282 votos)  | Marco                 | "Bermuda Triangle" por Zico (part. Dean e Crush) + "Red Sun" por Hangzoo (part. Zico e Swings_              |
| 9        | 6     | Rap-vocal UNI+ B   | 6º                       | "Butterfly" por BTS                                                   | Heedo            | Orange (291 votos) | Blue (282 votos)  | Kanto                 | "Bermuda Triangle" por Zico (part. Dean e Crush) + "Red Sun" por Hangzoo (part. Zico e Swings_              |
| 9        | 6     | Rap-vocal UNI+ B   | 7º                       | "Butterfly" por BTS                                                   | Gunwoo           | Orange (291 votos) | Blue (282 votos)  | Lee Jungha            | "Bermuda Triangle" por Zico (part. Dean e Crush) + "Red Sun" por Hangzoo (part. Zico e Swings_              |
| 9        | 6     | Rap-vocal UNI+ B   | 8º                       | "Butterfly" por BTS                                                   | Kiseok           | Orange (291 votos) | —                 | —                     | — |
|          |       |                    |                          |                                                                       |                  |                    |                   |                       | |

#### Classificações gerais
| Classificações | Equipe (UNI+ B)     | Equipe (UNI+ G)     |
| -------------- | ------------------- | ------------------- |
| 1º             | Yellow (vocal)      | Orange (rap-vocal)  |
| 2º             | Green (vocal)       | Black (performance) |
| 3º             | Black (performance) | Yellow (vocal)      |
| 4º             | Red (performance)   | Red (performance)   |
| 5º             | Orange (rap-vocal)  | Green (vocal)       |
| 6º             | Blue (rap-vocal)    | Blue (rap-vocal)    |

### Quarta missão:Singlesdigitais
Antes da segunda eliminação, os participantes que ficaram em 1º lugar em suas equipes na missão "Autoprodução" tiveram o direito de escolher os membros de suas equipes nessa missão. Foram formados um total de 10 equipes, 5 para cada gênero. Todas as equipes performaram uma música e, posteriormente, a lançaram como single digital. Os singles foram incluídos nos EPs THE UNI+ B STEP 1 e THE UNI+ G STEP 1. As músicas das equipes vencedoras foram as faixas-título dos seus respectivos EPs, recebendo também um videoclipe. Todos os participantes das equipes vencedoras receberam um benefício de votos adicionais – os primeiros colocados receberam 10 mil, os segundos colocados 7 mil e os demais 5 mil –, de forma a ajudá-los na 3ª eliminação.

#### Avaliações
| Episódio | Ordem | Equipe        | Canção apresentada                                                                                    | Classificação individual | Artistas         | Votos totais | Classificação da equipe |
| Episódio | Ordem | Equipe        | Canção apresentada                                                                                    | Classificação individual | Equipe vencedora | Votos totais | Classificação da equipe |
| -------- | ----- | ------------- | --- | ------------------------ | ---------------- | ------------ | ----------------------- |
| 11       | 1     | Red UNI+ B    | "No Way" produzida por Seo Jae-woo e Breadbeat                                                        | 1º                       | Kanto            | 330          | 5º lugar UNI+ B         |
| 11       | 1     | Red UNI+ B    | "No Way" produzida por Seo Jae-woo e Breadbeat                                                        | 2º                       | Timoteo          | 330          | 5º lugar UNI+ B         |
| 11       | 1     | Red UNI+ B    | "No Way" produzida por Seo Jae-woo e Breadbeat                                                        | 3º                       | Jeup             | 330          | 5º lugar UNI+ B         |
| 11       | 1     | Red UNI+ B    | "No Way" produzida por Seo Jae-woo e Breadbeat                                                        | 4º                       | Suwoong          | 330          | 5º lugar UNI+ B         |
| 11       | 1     | Red UNI+ B    | "No Way" produzida por Seo Jae-woo e Breadbeat                                                        | 5º                       | Taeho            | 330          | 5º lugar UNI+ B         |
| 11       | 2     | Green UNI+ B  | "내꺼 (You're Mine)" produzida por Kim Seung-soo                                                      | 1º                       | Marco            | 343          | 3º lugar UNI+ B         |
| 11       | 2     | Green UNI+ B  | "내꺼 (You're Mine)" produzida por Kim Seung-soo                                                      | 2º                       | Rockhyun         | 343          | 3º lugar UNI+ B         |
| 11       | 2     | Green UNI+ B  | "내꺼 (You're Mine)" produzida por Kim Seung-soo                                                      | 3º                       | JunQ             | 343          | 3º lugar UNI+ B         |
| 11       | 2     | Green UNI+ B  | "내꺼 (You're Mine)" produzida por Kim Seung-soo                                                      | 4º                       | Feeldog          | 343          | 3º lugar UNI+ B         |
| 11       | 2     | Green UNI+ B  | "내꺼 (You're Mine)" produzida por Kim Seung-soo                                                      | 5º                       | B-Joo            | 343          | 3º lugar UNI+ B         |
| 11       | 2     | Green UNI+ B  | "내꺼 (You're Mine)" produzida por Kim Seung-soo                                                      | 6º                       | Lee Jungha       | 343          | 3º lugar UNI+ B         |
| 11       | 3     | White UNI+ B  | "My Story" produzida por Gabriel Branders, Nato Okabe e Daniel Rohtmann                               | 1º                       | Seyong           | 333          | 4º lugar UNI+ B         |
| 11       | 3     | White UNI+ B  | "My Story" produzida por Gabriel Branders, Nato Okabe e Daniel Rohtmann                               | 2º                       | Kijoong          | 333          | 4º lugar UNI+ B         |
| 11       | 3     | White UNI+ B  | "My Story" produzida por Gabriel Branders, Nato Okabe e Daniel Rohtmann                               | 3º                       | Raehwan          | 333          | 4º lugar UNI+ B         |
| 11       | 3     | White UNI+ B  | "My Story" produzida por Gabriel Branders, Nato Okabe e Daniel Rohtmann                               | 4º                       | Heedo            | 333          | 4º lugar UNI+ B         |
| 11       | 3     | White UNI+ B  | "My Story" produzida por Gabriel Branders, Nato Okabe e Daniel Rohtmann                               | 5º                       | Rayoon           | 333          | 4º lugar UNI+ B         |
| 11       | 3     | White UNI+ B  | "My Story" produzida por Gabriel Branders, Nato Okabe e Daniel Rohtmann                               | 6º                       | Jun (A.C.E)      | 333          | 4º lugar UNI+ B         |
| 11       | 3     | White UNI+ B  | "My Story" produzida por Gabriel Branders, Nato Okabe e Daniel Rohtmann                               | 7º                       | Sungjun          | 333          | 4º lugar UNI+ B         |
| 11       | 3     | White UNI+ B  | "My Story" produzida por Gabriel Branders, Nato Okabe e Daniel Rohtmann                               | 8º                       | Im Junhyeok      | 333          | 4º lugar UNI+ B         |
| 11       | 4     | Yellow UNI+ B | "All Day" produzida por Wonder, Breadbeat e Roydo                                                     | 1º                       | Jun (U-KISS)     | 362          | 1º lugar UNI+ B         |
| 11       | 4     | Yellow UNI+ B | "All Day" produzida por Wonder, Breadbeat e Roydo                                                     | 2º                       | Hangyul          | 362          | 1º lugar UNI+ B         |
| 11       | 4     | Yellow UNI+ B | "All Day" produzida por Wonder, Breadbeat e Roydo                                                     | 3º                       | Hojung           | 362          | 1º lugar UNI+ B         |
| 11       | 4     | Yellow UNI+ B | "All Day" produzida por Wonder, Breadbeat e Roydo                                                     | 4º                       | Chan             | 362          | 1º lugar UNI+ B         |
| 11       | 4     | Yellow UNI+ B | "All Day" produzida por Wonder, Breadbeat e Roydo                                                     | 5º                       | Ji Hansol        | 362          | 1º lugar UNI+ B         |
| 11       | 4     | Yellow UNI+ B | "All Day" produzida por Wonder, Breadbeat e Roydo                                                     | 6º                       | Dongmyeong       | 362          | 1º lugar UNI+ B         |
| 11       | 5     | Orange UNI+ B | "Question" produzida por Choi Hyun-jun e Park Seul-gi                                                 | 1º                       | Euijin           | 356          | 2º lugar UNI+ B         |
| 11       | 5     | Orange UNI+ B | "Question" produzida por Choi Hyun-jun e Park Seul-gi                                                 | 2º                       | Lee Geon         | 356          | 2º lugar UNI+ B         |
| 11       | 5     | Orange UNI+ B | "Question" produzida por Choi Hyun-jun e Park Seul-gi                                                 | 3º                       | Donghyuk         | 356          | 2º lugar UNI+ B         |
| 11       | 5     | Orange UNI+ B | "Question" produzida por Choi Hyun-jun e Park Seul-gi                                                 | 4º                       | Giseok           | 356          | 2º lugar UNI+ B         |
| 11       | 5     | Orange UNI+ B | "Question" produzida por Choi Hyun-jun e Park Seul-gi                                                 | 5º                       | Daewon           | 356          | 2º lugar UNI+ B         |
| 11       | 5     | Orange UNI+ B | "Question" produzida por Choi Hyun-jun e Park Seul-gi                                                 | 6º                       | Ungjae           | 356          | 2º lugar UNI+ B         |
| 11       | 5     | Orange UNI+ B | "Question" produzida por Choi Hyun-jun e Park Seul-gi                                                 | 7º                       | Jungha           | 356          | 2º lugar UNI+ B         |
| 12       | 6     | Yellow UNI+ G | "Cherry on Top" produzida por Damon Sharpe, Alina Smith, Annalise Morelli e Mats Ymell                | 1º                       | Euijin           | 374          | 2º lugar                |
| 12       | 6     | Yellow UNI+ G | "Cherry on Top" produzida por Damon Sharpe, Alina Smith, Annalise Morelli e Mats Ymell                | 2º                       | Semmi            | 374          | 2º lugar                |
| 12       | 6     | Yellow UNI+ G | "Cherry on Top" produzida por Damon Sharpe, Alina Smith, Annalise Morelli e Mats Ymell                | 3º                       | Lee Borim        | 374          | 2º lugar                |
| 12       | 6     | Yellow UNI+ G | "Cherry on Top" produzida por Damon Sharpe, Alina Smith, Annalise Morelli e Mats Ymell                | 4º                       | Haein            | 374          | 2º lugar                |
| 12       | 6     | Yellow UNI+ G | "Cherry on Top" produzida por Damon Sharpe, Alina Smith, Annalise Morelli e Mats Ymell                | 5º                       | Yoomin           | 374          | 2º lugar                |
| 12       | 6     | Yellow UNI+ G | "Cherry on Top" produzida por Damon Sharpe, Alina Smith, Annalise Morelli e Mats Ymell                | 6º                       | Yena             | 374          | 2º lugar                |
| 12       | 7     | Orange UNI+ G | "Poco a Poco" produzida por Duble Sidekick, Bull$Eye e Song Ho-il                                     | 1º                       | Yang Jiwon       | 320          | 5º lugar UNI+ G         |
| 12       | 7     | Orange UNI+ G | "Poco a Poco" produzida por Duble Sidekick, Bull$Eye e Song Ho-il                                     | 2º                       | Somyi            | 320          | 5º lugar UNI+ G         |
| 12       | 7     | Orange UNI+ G | "Poco a Poco" produzida por Duble Sidekick, Bull$Eye e Song Ho-il                                     | 3º                       | Jiwon            | 320          | 5º lugar UNI+ G         |
| 12       | 7     | Orange UNI+ G | "Poco a Poco" produzida por Duble Sidekick, Bull$Eye e Song Ho-il                                     | 4º                       | Lucky            | 320          | 5º lugar UNI+ G         |
| 12       | 7     | Orange UNI+ G | "Poco a Poco" produzida por Duble Sidekick, Bull$Eye e Song Ho-il                                     | 5º                       | Chahee           | 320          | 5º lugar UNI+ G         |
| 12       | 7     | Orange UNI+ G | "Poco a Poco" produzida por Duble Sidekick, Bull$Eye e Song Ho-il                                     | 6º                       | Hyeyeon          | 320          | 5º lugar UNI+ G         |
| 12       | 8     | Red UNI+ G    | "Cosmos" produzida por Jerry.L e Sweetch                                                              | 1º                       | Yebin            | 343          | 4º lugar UNI+ G         |
| 12       | 8     | Red UNI+ G    | "Cosmos" produzida por Jerry.L e Sweetch                                                              | 2º                       | Heejin           | 343          | 4º lugar UNI+ G         |
| 12       | 8     | Red UNI+ G    | "Cosmos" produzida por Jerry.L e Sweetch                                                              | 3º                       | DanA             | 343          | 4º lugar UNI+ G         |
| 12       | 8     | Red UNI+ G    | "Cosmos" produzida por Jerry.L e Sweetch                                                              | 4º                       | Yeoeun           | 343          | 4º lugar UNI+ G         |
| 12       | 8     | Red UNI+ G    | "Cosmos" produzida por Jerry.L e Sweetch                                                              | 5º                       | Hyosun           | 343          | 4º lugar UNI+ G         |
| 12       | 8     | Red UNI+ G    | "Cosmos" produzida por Jerry.L e Sweetch                                                              | 6º                       | Kim              | 343          | 4º lugar UNI+ G         |
| 12       | 8     | Red UNI+ G    | "Cosmos" produzida por Jerry.L e Sweetch                                                              | 7º                       | Viva             | 343          | 4º lugar UNI+ G         |
| 12       | 9     | Green UNI+ G  | "달콤해 (Sweet)" produzida por Maxx Song, Damon Sharpe, Jimmy Burney, Melanie Fontana e Jamil Chammas | 1º                       | ZN               | 355          | 3º lugar UNI+ G         |
| 12       | 9     | Green UNI+ G  | "달콤해 (Sweet)" produzida por Maxx Song, Damon Sharpe, Jimmy Burney, Melanie Fontana e Jamil Chammas | 2º                       | Anne             | 355          | 3º lugar UNI+ G         |
| 12       | 9     | Green UNI+ G  | "달콤해 (Sweet)" produzida por Maxx Song, Damon Sharpe, Jimmy Burney, Melanie Fontana e Jamil Chammas | 3º                       | Euna Kim         | 355          | 3º lugar UNI+ G         |
| 12       | 9     | Green UNI+ G  | "달콤해 (Sweet)" produzida por Maxx Song, Damon Sharpe, Jimmy Burney, Melanie Fontana e Jamil Chammas | 4º                       | Woohee           | 355          | 3º lugar UNI+ G         |
| 12       | 9     | Green UNI+ G  | "달콤해 (Sweet)" produzida por Maxx Song, Damon Sharpe, Jimmy Burney, Melanie Fontana e Jamil Chammas | 5º                       | Lee Suji         | 355          | 3º lugar UNI+ G         |
| 12       | 9     | Green UNI+ G  | "달콤해 (Sweet)" produzida por Maxx Song, Damon Sharpe, Jimmy Burney, Melanie Fontana e Jamil Chammas | 6º                       | Nari             | 355          | 3º lugar UNI+ G         |
| 12       | 10    | White UNI+ G  | "Always" produzida por Sophia Pae e Simon Janlöv                                                      | 1º                       | NC.A             | 377          | 1º lugar UNI+ G         |
| 12       | 10    | White UNI+ G  | "Always" produzida por Sophia Pae e Simon Janlöv                                                      | 2º                       | Shin Jihoon      | 377          | 1º lugar UNI+ G         |
| 12       | 10    | White UNI+ G  | "Always" produzida por Sophia Pae e Simon Janlöv                                                      | 3º                       | Jiwon            | 377          | 1º lugar UNI+ G         |
| 12       | 10    | White UNI+ G  | "Always" produzida por Sophia Pae e Simon Janlöv                                                      | 4º                       | Yujeong (Laboum) | 377          | 1º lugar UNI+ G         |
| 12       | 10    | White UNI+ G  | "Always" produzida por Sophia Pae e Simon Janlöv                                                      | 5º                       | Lee Hyunjoo      | 377          | 1º lugar UNI+ G         |
| 12       | 10    | White UNI+ G  | "Always" produzida por Sophia Pae e Simon Janlöv                                                      | 6º                       | Lee Joohyun      | 377          | 1º lugar UNI+ G         |
| 12       | 10    | White UNI+ G  | "Always" produzida por Sophia Pae e Simon Janlöv                                                      | 7º                       | Serri            | 377          | 1º lugar UNI+ G         |

### Missão final: Batalha de performances
Após o terceiro período de eliminações, os participantes formaram duas equipes de nove membros para cada gênero ao escolherem aleatoriamente uma das duas recém produzidas canções para cada gênero.

#### UNI+ G
| Equipe | Canção (produtores)                                        | Membros                                                                              |
| ------ | ---------------------------------------------------------- | ------------------------------------------------------------------------------------ |
| White  | "Ting" (Wonderkid, Sinkoong, Dalli e Song Ho-jin)          | Semmi (líder), Lee Suji, Jiwon, Euna Kim, Yang Jiwon, Lee Hyunjoo, ZN, Dan-A e Somyi |
| Red    | "You & I" (Duble Sidekick, Bull$Eye, real-fantasy e YOSKE) | Euijin (líder), Yebin, NC.A, Yeoeun, Chahee, Yoonjo, Lee Borim, Woohee e Shin Jihoon |

#### UNI+ B
| Equipe | Canção (produtores)                                                        | Membros                                                                                           |
| ------ | -------------------------------------------------------------------------- | ------------------------------------------------------------------------------------------------- |
| Blue   | "Dancing With The Devil" (Command Freaks, Joo Chan-yang e Gabriel Brandes) | Rockhyun (líder), Hangyul, Jeup, Donghyun, Kim Timoteo, Jun (U-KISS), Seyong, Ji Hansol e Suwoong |
| Black  | "끌어줘 (Pull Me In)" (Duble Sidekick, EastWest, Bull$Eye e Design88)      | Euijin (líder), Marco, Chan, Kijoong, Daewon, Feeldog, Lee Geon, Dongmyeong e Go Hojung           |

## Discografia
| THE UNI+ 마이턴 (My turn) |                    |                        |                         |                |         |  |
| N.º                       | Título             | Letras                 | Música                  | Artistas       | Duração |  |
| 1.                        | "마이턴 (My turn)" | Kim Eana Black Edition | Black Edition Yanggaeng | THE UNI+       | 3:33    |  |
| Duração total:            | Duração total:     | Duração total:         | Duração total:          | Duração total: | 3:33    |  |

| THE UNI+ 빛 (Last One) |                 |                                  |                      |                |         |  |
| N.º                    | Título          | Letras                           | Música               | Artistas       | Duração |  |
| 1.                     | "빛 (Last One)" | Seo Jae-woo Zerozine Kim Dong-ha | Seo Jae-woo Zerozine | UNI+ B         | 4:11    |  |
| Duração total:         | Duração total:  | Duração total:                   | Duração total:       | Duração total: | 4:11    |  |

| THE UNI+ Shine |                |                |                        |                |         |  |
| N.º            | Título         | Letras         | Música                 | Artistas       | Duração |  |
| 1.             | "Shine"        | Kim Seung-soo  | Kim Seung-soo Tobirush | UNI+ G         | 3:25    |  |
| Duração total: | Duração total: | Duração total: | Duração total:         | Duração total: | 3:25    |  |

| The UNI+ B Step 1 |                      |                                          |                                             |                |         |  |
| N.º               | Título               | Letras                                   | Música                                      | Artistas       | Duração |  |
| 1.                | "All Day"            | Roydo BreadBeat                          | Wonderkid Roydo BreadBeat                   | Handsome Boys  | 3:33    |  |
| 2.                | "Question"           | Choi Hyun-jun Park Seul-gi Ungjae Jungha | Choi Hyun-jun Park Seul-gi                  | K.B.S          | 3:29    |  |
| 3.                | "내꺼 (You're Mine)" | Kim Seung-soo                            | Kim Seung-soo                               | Pick A Green   | 3:12    |  |
| 4.                | "My Story"           | mia Kim Tae-sung Heedo                   | Gabriel Brandes Naoto Okabe Daniel Rothmann | Unit Ranger    | 3:13    |  |
| 5.                | "No Way"             | Seo Jae-woo Wooseok Kanto                | Seo Jae-woo BreadBeat                       | Red Is Strong  | 3:19    |  |
| Duração total:    | Duração total:       | Duração total:                           | Duração total:                              | Duração total: | 16:46   |  |

## Índices de audiência
- Nas avaliações abaixo, os índices mais altos estão em vermelho, enquanto os mais baixos estão em azul.

| Episódio | Data da transmissão     | TNmS    | TNmS    | AGB     | AGB     |
| Episódio | Data da transmissão     | Parte 1 | Parte 2 | Parte 1 | Parte 2 |
| -------- | ----------------------- | ------- | ------- | ------- | ------- |
| 1        | 28 de outubro de 2017   | 5.3%    | 5.2%    | 5.0%    | 6.2%    |
| 2        | 4 de novembro de 2017   | 5.3%    | 5.5%    | 4.7%    | 5.2%    |
| 3        | 11 de novembro de 2017  | 4.7%    | 3.9%    | 4.1%    | 3.6%    |
| 4        | 18 de novembro de 2017  | 4.4%    | 4.2%    | 3.9%    | 4.5%    |
| 5        | 25 de novembro de 2017  | 2.9%    | 3.6%    | 3.5%    | 4.2%    |
| 6        | 2 de dezembro de 2017   | 2.6%    | 2.6%    | 2.9%    | 3.1%    |
| 7        | 9 de dezembro de 2017   | 2.8%    | 2.3%    | 2.8%    | 2.7%    |
| 8        | 16 de dezembro de 2017  | 2.0%    | 2.4%    | 2.3%    | 2.3%    |
| 9        | 23 de dezembro de 2017  | 2.1%    | 2.0%    | 2.5%    | 2.6%    |
| 10       | 6 de janeiro de 2018    | 2.6%    | 2.7%    | 2.0%    | 2.5%    |
| 11       | 13 de janeiro de 2018   | 2.1%    | 1.9%    | 2.2%    | 2.3%    |
| 12       | 20 de janeiro de 2018   | 2.2%    | 1.9%    | 2.1%    | 2.8%    |
| 13       | 27 de janeiro de 2018   | 1.7%    | 1.6%    | 2.2%    | 2.0%    |
| 14       | 3 de fevereiro de 2018  |         |         |         |         |
| 15       | 10 de fevereiro de 2018 |         |         |         |         |